# Livre des morts des Anciens Égyptiens
Vous lisez un « bon article » labellisé en 2011.
D'autres ouvrages sont qualifiés de Livre des morts
Le Livre des morts des anciens Égyptiens a pour véritable titre, à l'époque de l'Égypte antique, Livre pour sortir au jour. Le « jour » en question est celui des vivants, mais aussi de tout principe lumineux s'opposant aux ténèbres, à l'oubli, à l'anéantissement et à la mort. Dans cette perspective, le défunt égyptien cherche à voyager dans la barque du dieu soleil Rê et à traverser le royaume d'Osiris (version nocturne du Soleil diurne en cours de régénération).
Il s'agit de rouleaux de papyrus, recouverts de formules funéraires, placés à proximité de la momie ou contre celle-ci, dans les bandelettes. Ces différents exemplaires du Livre des Morts ne sont pas tous identiques, car le bénéficiaire choisit les formules qui lui conviennent, probablement en fonction de ce qu'il peut s'offrir car ces manuscrits représentent un investissement non négligeable. Certains peuvent donc être courts, alors que d'autres reproduisent l'ensemble, ou presque, du corpus.
En 1842, l'égyptologue allemand Karl Richard Lepsius appela Todtenbuch (Livre des morts) un papyrus conservé au musée égyptologique de Turin et dont il a effectué une première traduction. Ce nom est ensuite resté, bien que dans la littérature égyptologique moderne on rencontre souvent la juxtaposition des deux titres, à savoir « Livre des Morts - Sortir au jour ».

## Philologie égyptienne

### Premiers fac-similés
En 1805, soit quatre années après la campagne d'Égypte (1798-1801), est publié à Paris le premier fac-similé d'un exemplaire du Livre des morts. Il s'agit du Papyrus Cadet qui fut exécuté pour l'Égyptien Padiamonnebnésouttaouy durant l'époque ptolémaïque. Par la suite, ce fac-similé figure avec d'autres dans le deuxième volume de la monumentale Description de l'Égypte. Cette œuvre est le compte-rendu scientifique de l'expédition française et fut publiée entre 1809 et 1828.

### Traductions

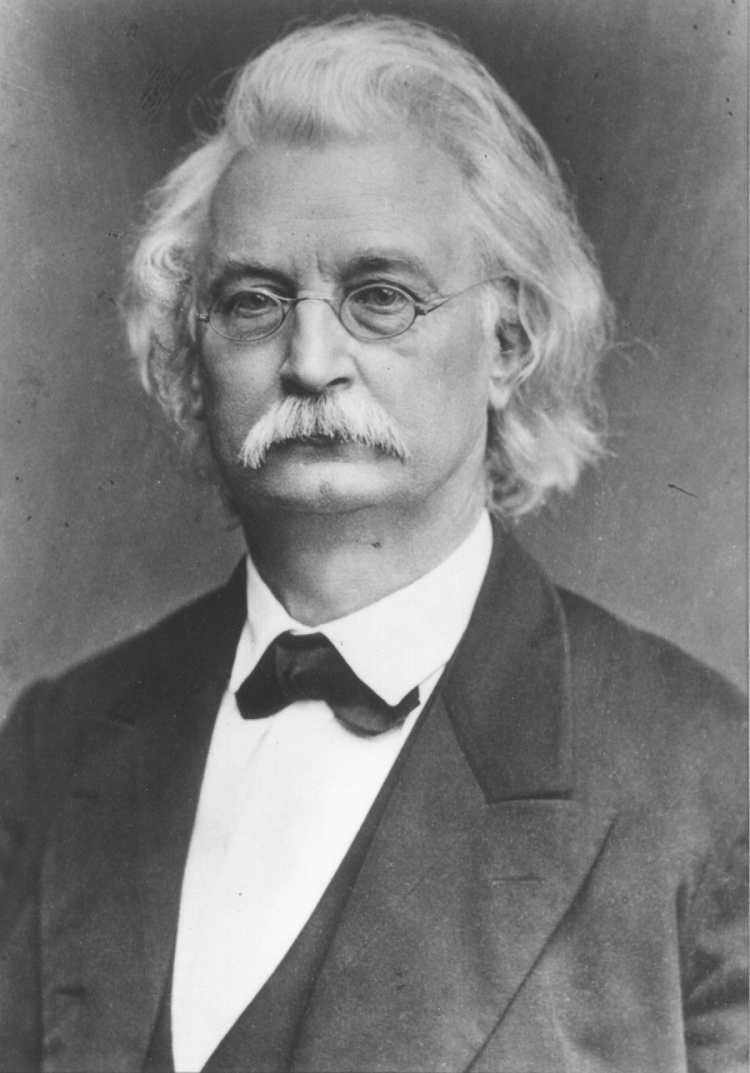
Karl Richard Lepsius, premier traducteur du Livre des Morts.

En 1842 est publiée la première traduction du Livre des morts en une langue contemporaine. Cette édition en langue allemande est le fruit du travail de l'égyptologue allemand Karl Richard Lepsius. Sa traduction se base sur le Papyrus de Iouef-Ânkh, daté de l'époque ptolémaïque et conservé au musée égyptologique de Turin. Lepsius divisa ce papyrus, un des plus complets qui soit, en 165 chapitres numérotés (un chapitre pour chacune de ses différentes formules magiques). Pour des raisons pratiques, cette numérotation, même si elle est arbitraire, est toujours d'actualité dans le milieu de la philologie égyptienne.
En 1881, le hollandais Willem Pleyte publia neuf chapitres supplémentaires (166 à 174) mais qui ne furent pas retenus en 1886 par le suisse Henri Édouard Naville. Ce dernier fit connaître ses propres chapitres supplémentaires (166 à 186) basés sur différents papyrus du Nouvel Empire.
En 1898, l'anglais sir E. A. Wallis Budge publia sa traduction basée sur des papyrus remontant de la XVIIIe dynastie jusqu'à l'époque ptolémaïque. Son édition est augmentée par les chapitres 187 à 190 tiré du Papyrus de Nou conservé au British Museum de Londres.
Plus près de nous, le travail de l'américain Thomas George Allen est livré en 1960 en une traduction en langue anglaise augmentée par les deux chapitres 191 et 192.

### Éditions francophones
Dès 1882, l'égyptologue Paul Pierret donne une traduction « complète » du Livre des morts d'après le papyrus de Turin et les manuscrits du Louvre où il est conservateur.
En 1967, l'ensemble de 192 chapitres est traduit en français par le professeur Paul Barguet. En 1996, l'archéologue et historien Guy Rachet traduit et commente pour le grand public francophone les soixante-sept chapitres du Livre des morts du papyrus d'Ani, un exemplaire conservé au British Museum. On peut aussi signaler la traduction française complète avec translittération de Claude Carrier éditée en 2009.

## Historique

### Textes précurseurs

#### Textes des pyramides

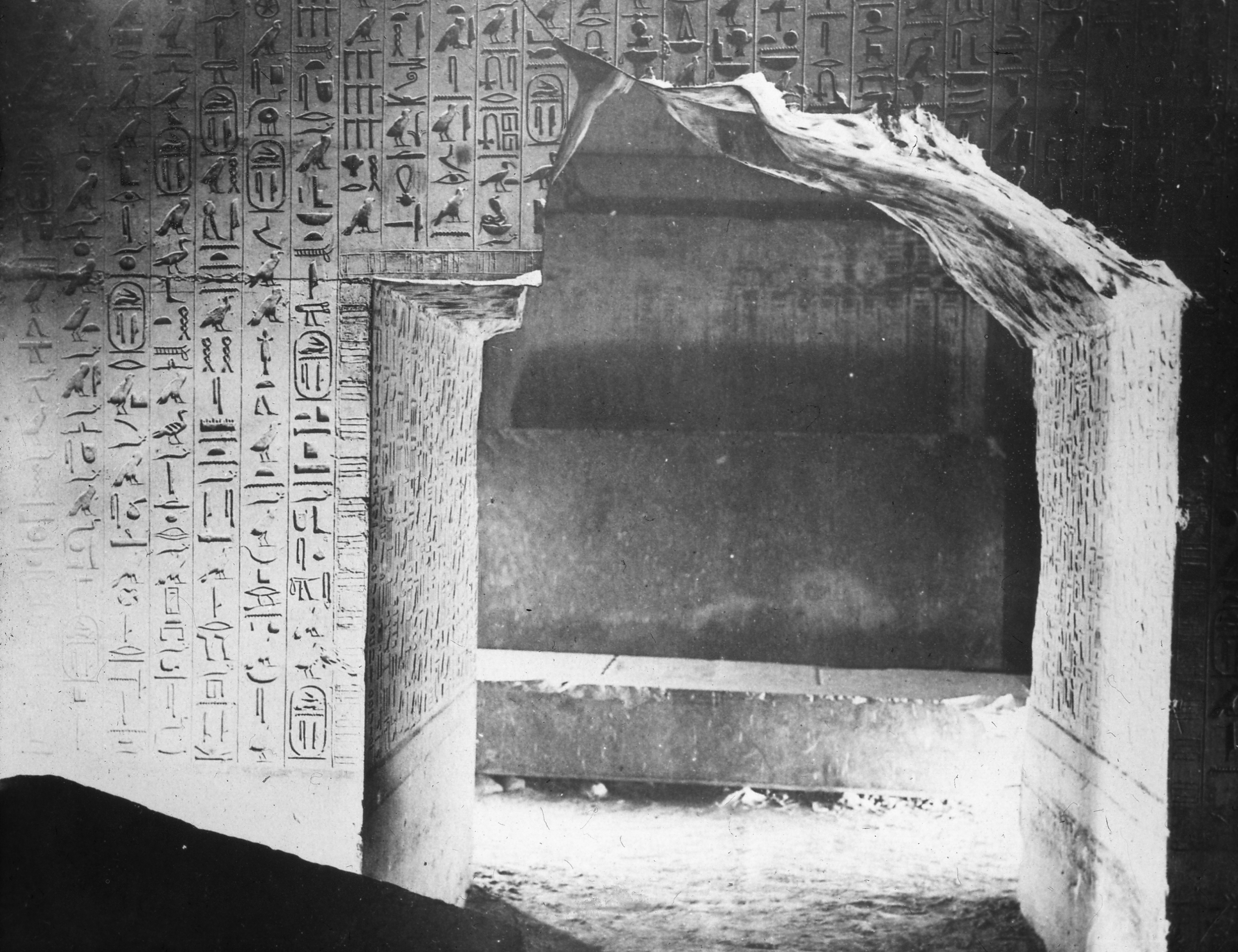
La pyramide à texte du roi Ounas.

Le Livre des morts tire ses origines d'une longue tradition scripturale que l'on peut faire remonter jusqu'à l'Ancien Empire ; les premiers textes funéraires étant les Textes des pyramides. La première pyramide à textes d'Égypte est celle du roi Ounas de la Ve dynastie (vers 2353 avant notre ère). Ses successeurs de la VIe dynastie tels les souverains Pépi Ier, Mérenrê Ier ou Pépi II ont eux aussi fait figurer ces textes sur les murs de leurs complexes funéraires. Cette pratique est d'abord exclusivement réservée au roi mais à partir de la VIe dynastie, ce privilège s'étend aux épouses royales. Bon nombre de hiéroglyphes des textes des pyramides représentent des êtres vivants (humains, reptiles, oiseaux). Ceux qui sont considérés comme nuisibles et dangereux sont alors représentés mutilés ou entravés pour qu'ils ne puissent pas s'en prendre magiquement au roi. Élaborés ou au moins recomposés par les prêtres d'Héliopolis, la capitale du dieu soleil, les textes des pyramides ont pour sujet majeur l'élévation du souverain défunt vers son père mythique, le dieu solaire Rê. À cette époque, la vie après la mort se déroule au ciel dans la compagnie du soleil. Mais aussi avec les étoiles qui sont considérées comme des entités impérissables. Plus tard au Nouvel Empire, le livre des morts situera toujours le monde de l'au-delà au ciel mais aussi sous terre.

#### Textes des sarcophages

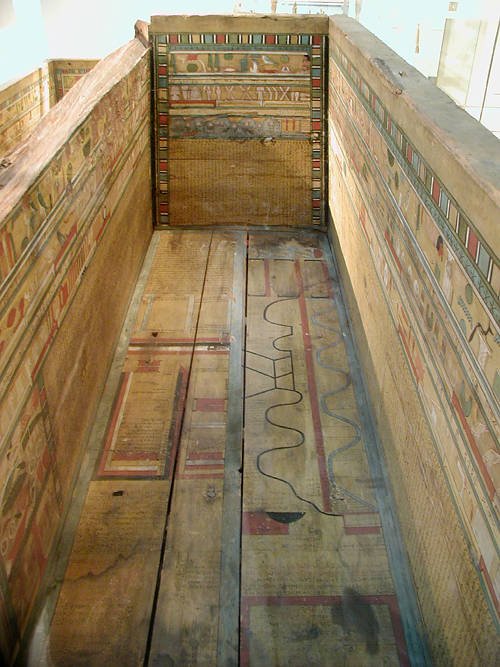
Sarcophage avec une figuration du livre des deux chemins.

Le pouvoir royal perd son prestige lorsque l'Ancien Empire sombre dans l'anarchie de la Première Période intermédiaire. Les textes des pyramides cessent d'être réservés aux seuls membres de la famille royale et sont récupérés par des notables locaux de haut rang. Durant le Moyen Empire émergent ce que les égyptologues dénomment les textes des sarcophages (ou textes des cercueils). Dans la majorité des cas les supports de ces textes sont les façades intérieures des sarcophages, d'où leur appellation moderne. Bon nombre de passages des textes des pyramides se retrouvent peints, de la IXe dynastie héracléopolitaine à la XVIIe dynastie thébaine, sur les sarcophages des notables de Moyenne-Égypte. Cependant le corpus des textes des sarcophages est considérablement enrichi par des chapitres issus de traditions funéraires autres que celles de la royauté. Le dieu Osiris prend plus d'importance ainsi que la lutte mythique entre Seth et Horus. À Deir el-Bersha, près de la ville d'Hermopolis, une poignée de cercueils font figurer sur leur fond des illustrations qui représentent la carte de l'au-delà, dite du Livre des deux chemins. Cette figuration cartographique est à rapprocher de celle de la formule 110 du livre des morts où le défunt laboure des champs entourés de cours d'eau. Les textes des sarcophages apparaissant sur le mobilier funéraire de nombreux particuliers, ils participent à ce que certains égyptologues appellent la démocratisation ou la démotisation des textes des pyramides.

### Formation du recueil

#### Premiers temps dulivre des morts
Les premiers développements du livre des morts sont à situer aux débuts de la Deuxième Période intermédiaire. À cette époque, l'essentiel du contenu de la formule 17 est fixé. Quant à la formule 64, sa version courte et longue figuraient sur le sarcophage aujourd'hui disparu de la reine Montouhotep de la XIIIe dynastie. À la XVIIIe dynastie, on commence à écrire les formules magiques et funéraires sur des rouleaux de papyrus sans doute par manque de place sur les cercueils ; les sarcophages prenant la forme du corps de la momie. Auparavant, au Moyen Empire, les cercueils ressemblaient à des boites. La surface d'inscription était donc plus importante.

#### Époque d'utilisation
Aucun exemplaire du livre des morts ne contient toutes les formules connues et recensées par les philologues des anciennes langues égyptiennes. Les exemplaires les plus complets sont tardifs (dynastie des Ptolémées) tel le papyrus de Turin étudié par Karl Richard Lepsius. Cet exemplaire aligne 165 formules sur les 192 recensées. Le livre des morts est un ensemble de textes très hétéroclite. Ce recueil s'est formé à l'époque du Nouvel Empire durant les règnes des premiers rois de la XVIIIe dynastie, vers -1550. Un des plus anciens exemplaires connus est le papyrus de Iouya et date du règne d'Amenhotep III, aujourd'hui conservé au musée égyptien du Caire. Le papyrus de Pamonthès est l'exemplaire le plus récent. Conservé à la Bibliothèque nationale de France à Paris, il est daté de la dixième année du règne de l'empereur romain Néron (an 63 du calendrier chrétien). Ce corpus de textes funéraires fut donc en usage en Égypte durant plus de seize siècles.

### Recension thébaine
Les égyptologues désignent par « recension thébaine » les exemplaires du livre des morts qui ont été exécutés durant la période allant de la XVIIIe à la XXVe dynastie. Durant ce laps de temps la ville de Thèbes est la capitale du pays. Le corpus semble être une vaste compilation de formules ; ces dernières se suivant sans un réel ordre apparent. Toutefois dès cette époque les scribes tentent une logique d'organisation car certains papyrus de la XVIIIe dynastie montrent un ordre dans l’enchaînement de quelques formules. Dans cette recension les illustrations sont souvent de très grande qualité mais la copie du texte laisse souvent à désirer par la faute du scribe (négligence ou ignorance de la langue). Les plus anciens exemplaires ne contiennent que peu de formules sur les cent-cinquante alors utilisées ; quarante pour le papyrus de Iouya ou trente-trois pour le papyrus de Kha daté du règne d'Amenhotep III. Les chapitres 1, 17 et 64 sont parmi les formules les plus prisées du fait de leur caractère général et introductif.

### Recension saïte
La « recension saïte » désigne les exemplaires datés de la période allant de la XXVIe dynastie jusqu'aux années de l'occupation romaine. Cette période voit la décadence de la ville de Thèbes et les dynastes de la ville de Saïs tirent leur épingle du jeu. C’est à cette époque que se codifie le corpus du livre des morts. D'un papyrus à l'autre, l'ordre de succession des formules semble fixé et organisé. Mais tous les livres des morts ne sont pas identiques et des variantes ont été décelées. L'ordre des formules et l'emplacement des illustrations répondent à des traditions locales.
À Memphis, l'ordre est à peu près régulier et suit la progression mise au jour par Karl Richard Lepsius (chap.1 à 165). Toutefois des omissions existent ainsi que des déplacements aléatoires. On peut aussi noter l'absence systématique des trois dernières formules (chap. 163, 164, 165) vers le début de la période ptolémaïque.
À Thèbes, l'organisation des formules diverge fortement. Lorsque règnent les derniers pharaons égyptiens (XXXe dynastie), le chapitre 64 se retrouve entre les chapitres 30 et 31, le chapitre 140 est entre les chapitres 136 et 137, le chapitre 139 est absent et le chapitre 162 suit le 165 pour clore le livre. Mais vers le IIe siècle avant notre ère, l'enchaînement thébain se rapproche de celui de Memphis.
Il a aussi été remarqué une tradition issue de la ville d'Akhmîm caractérisée par une écriture hiéroglyphique rétrograde. De plus il semble aussi que cette cité ait possédé plusieurs centres d'élaborations (au moins trois) ; chacun ayant ses propres sous-traditions.

## Présentation

### Supports

#### Papyrus

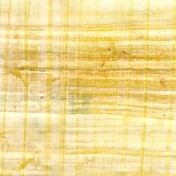
Gros plan sur la texture d'une feuille de papyrus.

Contrairement aux textes des pyramides, réservés aux seuls souverains de l'Ancien Empire, le livre des morts est au Nouvel Empire destiné à une population plus large. Ses différents chapitres ou formules ont donc été inscrits sur des supports nombreux et variés. Un nombre considérable d'exemplaires sur papyrus ont été découverts dans des tombes de gens ayant appartenu à la classe moyenne (prêtres, scribes, militaires). Enroulés et scellés, les exemplaires sur papyrus furent ensuite posés sur les sarcophages. Parfois, ils furent mis à l'abri dans des boites en bois. On a aussi retrouvé des formules inscrites sur des parois de tombes pour des rois et des notables, sur des sarcophages ou sur des linges funéraires.
Amenhotep II est le seul roi connu qui a disposé d'un papyrus doté de ces formules et enroulé dans une statuette le représentant. Cependant bon nombre de grandes personnalités se sont dotées de ces textes sur papyrus tel Ouseramon, ministre de Hatchepsout et de Thoutmôsis III. Le papyrus Greenfield avec ses trente-sept mètres est le plus long exemplaire actuellement connu. Il fut exécuté pour la princesse Nesytanebetisherou, fille de Pinedjem II durant la XXIe dynastie ; il est depuis 1910 conservé par le British Museum de Londres. Mais parmi les plus belles réalisations sur ce support, on peut signaler le papyrus d'Ani (et de sa femme Thouthou) des XVIIIe ou XIXe dynastie. Mesurant 23,60 mètres de long sur 39 centimètres de large, cet exemplaire est orné par de remarquables illustrations polychromes. Depuis 1888, il est lui aussi la propriété du British Museum.
Le musée du Louvre à Paris conserve une centaine d'exemplaires du livre des morts de toutes les époques. Parmi ces derniers on peut signaler le papyrus de Khonsoumès datant du Nouvel Empire et le Papyrus de Nebqed dressé sous le règne d'Amenhotep III.

#### Tissus et bandelettes

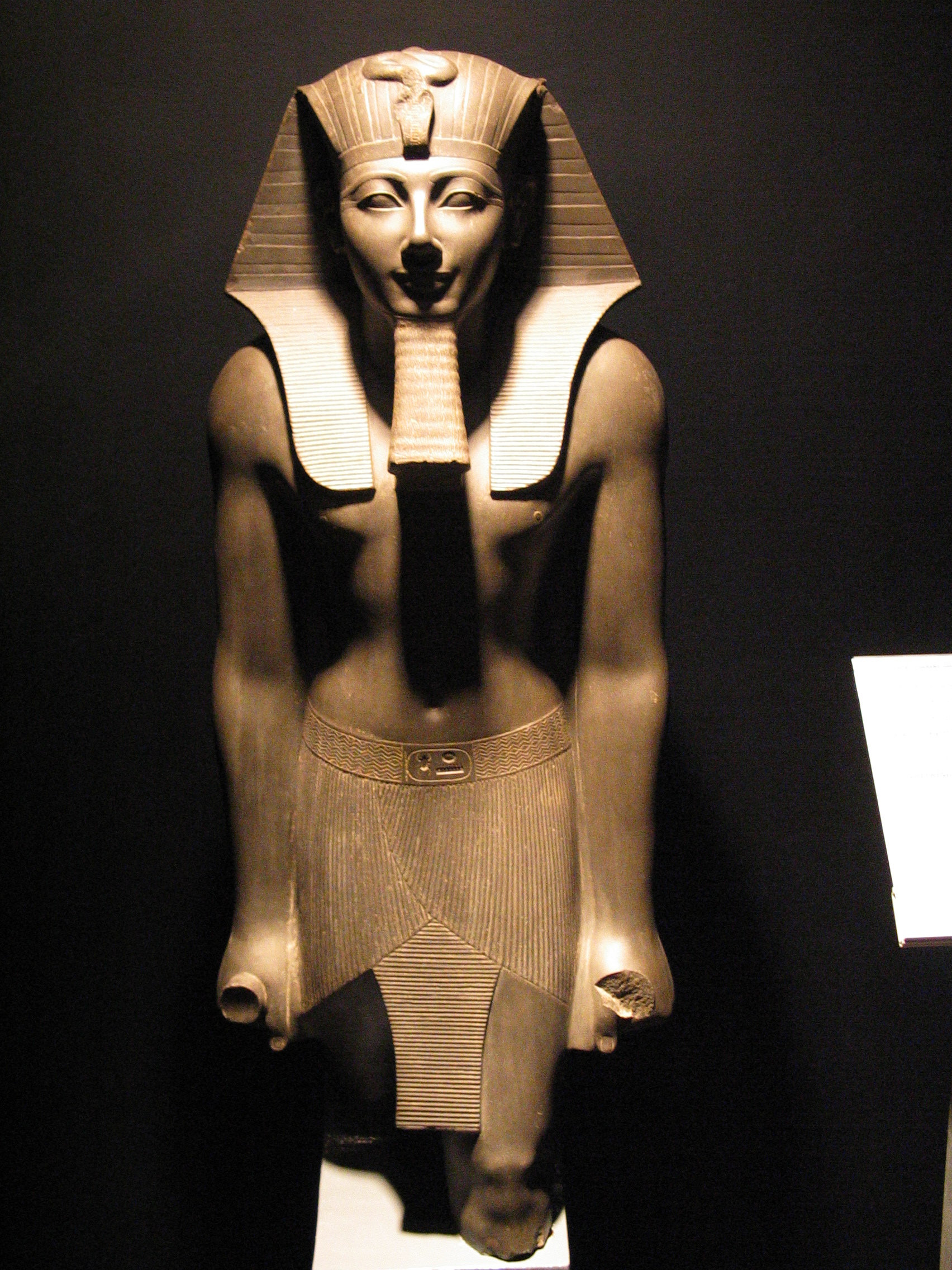
Le linceul entourant la dépouille de Thoutmôsis III comportait plusieurs formules du livre des morts.

Les formules du livre des morts ont aussi été recopiées sur les linceuls et les bandelettes du linge funéraire des momies. Ces matériaux archéologiques, moins nombreux que les papyrus sont le plus souvent monochromes et mal conservés. Cependant, quelques exemplaires montrent une qualité égale à celle de certains papyrus. Pour des raisons de pureté religieuse, le seul tissu employé lors de la momification est le lin. L'ornementation (texte et images) de ces pièces de tissu apparaît dans la région de Thèbes, probablement lors des règnes de la XVIIe dynastie. On parle là de longs linceuls recouvrant entièrement le corps du défunt. Le plus ancien a été retrouvé dans une tombe rudimentaire située à Cheikh Abd el-Gournah où une représentation d'une barque funéraire est accompagnée des chapitres 66, 67 et 170. Quant au linceul du roi Thoutmôsis III, il mesurait à l'origine cinq mètres de long et entourait par trois fois la dépouille royale. Une vingtaine de chapitres du livre des morts y sont inscrits avec les litanies de Rê et deux formules des textes des pyramides. Outre ces larges linceuls, on retrouve aussi dès la XVIIIe dynastie des extraits du livre des morts sur des bandelettes ou sur des étoffes destinées à l'emmaillotage des momies royales. Mais c'est surtout à la Basse époque (entre le IVe siècle et le IIe siècle avant notre ère) que cet usage est plus largement étendu.
À Paris, le musée du Louvre conserve quelques exemplaires du livre des morts inscrits sur du linge funéraire. La salle 17 de l'aile Sully expose ainsi des bandelettes datées approximativement des IIIe - IIe siècle avant notre ère (Égypte ptolémaïque) de la momie de Abérouaï et de la momie de Ounnefer.

### Composition

#### Texte et écritures
Majoritairement écrits sur des feuilles de papyrus, les différents exemplaires du livre des morts sont généralement rédigés en écriture hiéroglyphique linéaire (ou cursive). Cette écriture présente une simplification des hiéroglyphes mais les caractères gardent entièrement leur valeur figurative. Le corps du texte est tracé au calame avec de l'encre noire (parfois blanche) en colonnes verticales délimitées par des lignes noires. Le tracé des hiéroglyphes est particulièrement soigné lors des XIXe et XXe dynastie. L'encre rouge est utilisée pour les titres, les passages les plus importants, ou pour écrire le nom des dieux. À partir de la XXIe dynastie, l'écriture la plus fréquente est le hiératique. Le texte se dispose sur des lignes horizontales et les différentes formules sont séparées par des double-traits. Cette seconde écriture présente un niveau supplémentaire de simplification et donc de rapidité d'exécution. Les caractères s'éloignent de la représentation figurative et deviennent des signes arbitraires à l'instar d'un alphabet. Durant l'occupation romaine on rencontre aussi des exemplaires rédigés en écriture démotique. Cette cursive est un dérivé du hiératique et présente un niveau supplémentaire de simplification des caractères.

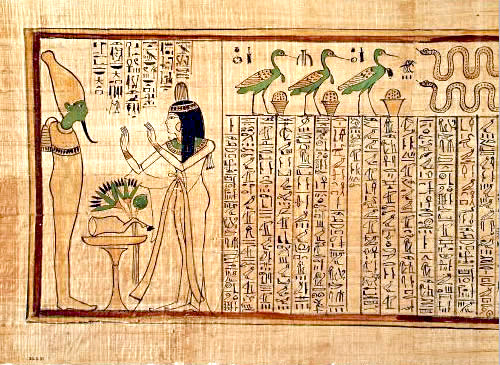
Écriture hiéroglyphe linéaire du livre des morts de Nany, vers -1040/-945 (XXIe dynastie). Metropolitan Museum of Art de New York.
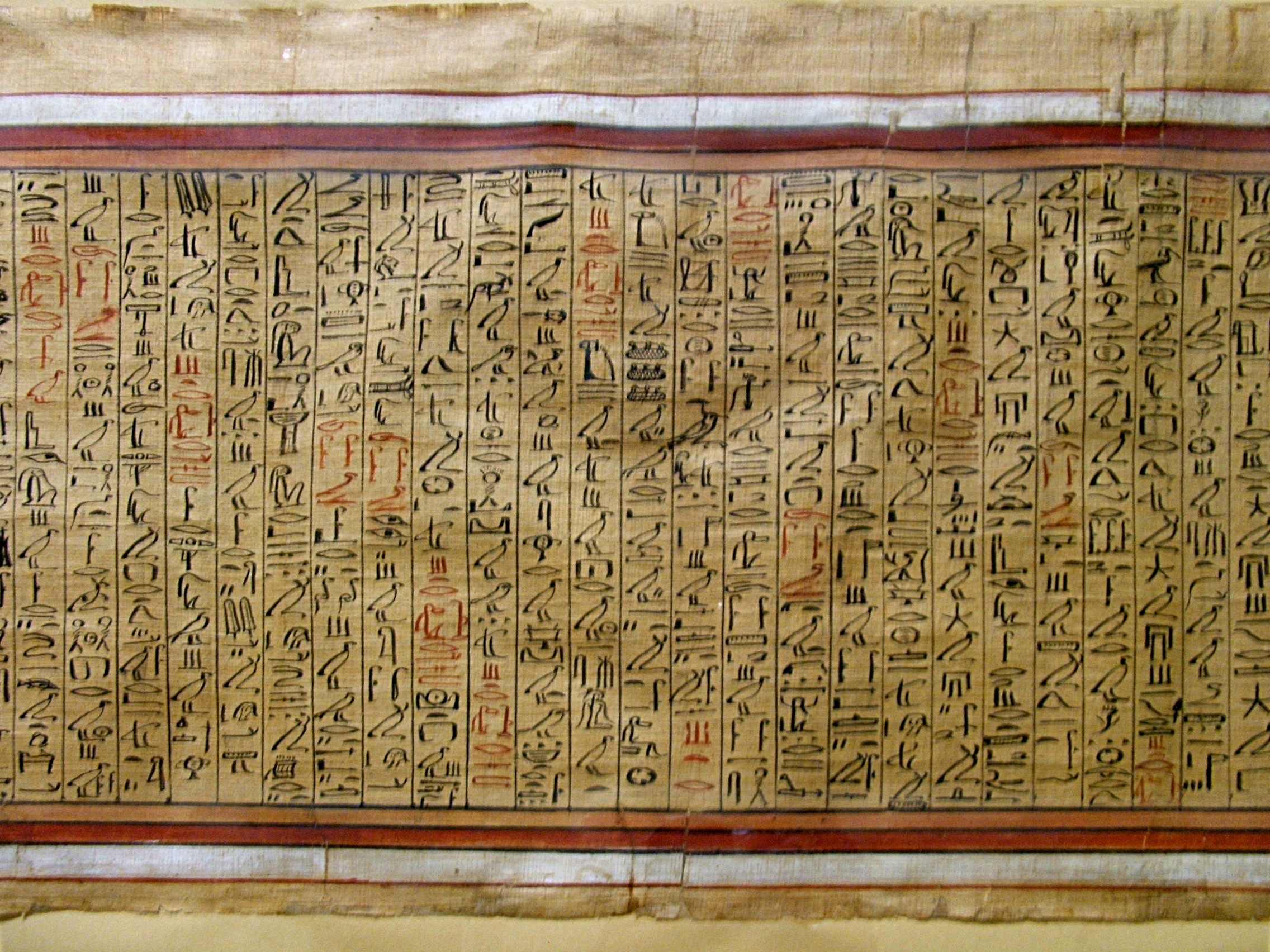
Exemple d'écriture hiéroglyphique linéaire avec ses alternances d'encre noire et rouge (musée égyptologique de Turin).
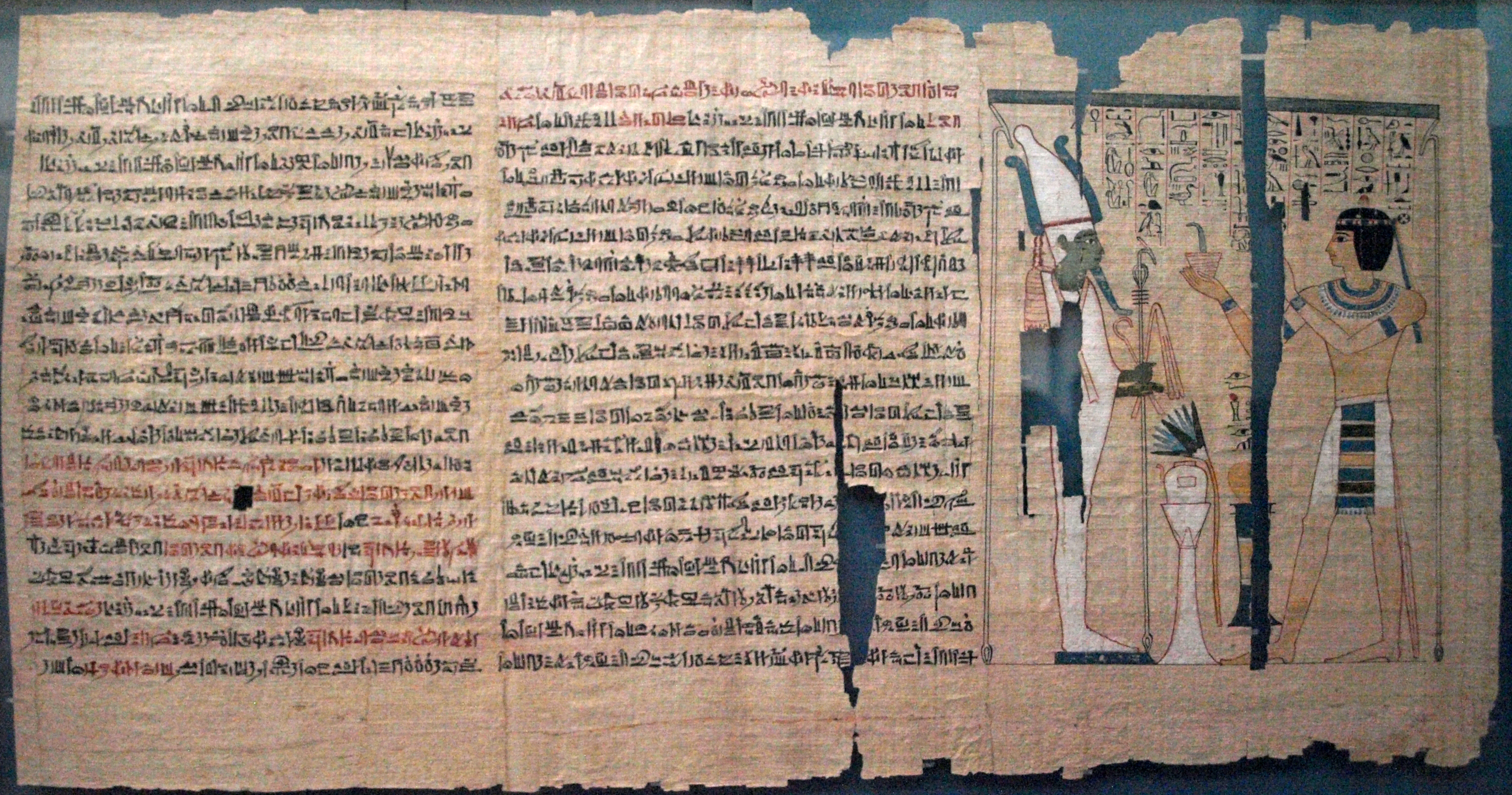
Écriture hiératique du livre des morts du roi Pinedjem II, vers -990/-969 (XXIe dynastie) British Museum de Londres.

#### Illustrations
Bien avant les miniatures des bibles du Moyen Âge européen, les exemplaires du livre des morts laissent voir une succession d'illustrations. D'ailleurs, avant que Jean-François Champollion ne déchiffre les hiéroglyphes, le milieu scientifique qualifiait fréquemment ce recueil de formules magique de Bible des anciens Égyptiens. Les images, aussi appelées vignettes dans le milieu égyptologique, sont placées au-dessus du texte ; certaines occupent même toute la hauteur du papyrus. Elles montrent le défunt face aux êtres de l'au-delà. Il est à signaler que certains exemplaires sont totalement dépourvus de texte et se résument à une série de représentations comme le papyrus de Nespakachouty (XXIe dynastie) conservé au musée du Louvre.
La période la plus fastueuse est le Nouvel Empire. Sous la XVIIIe dynastie les dessins sont tracés à l'encre noire comme pour le texte. Toutes les couleurs apparaissent sous la XIXe dynastie ; blanc, rouge, vert, ocre, noir, etc.. Les illustrations des livres des morts de la « recension saïte » continuent d'utiliser les couleurs. Cependant la plupart des exemplaires montrent un dessin plus simple et plus stylisé tracé à l'encre noire avec de fins calames. Dans les papyrus tardifs la couleur devient rare mais le rouge peut servir à figurer des éléments comme le soleil, le cœur et le feu.
La vignette la plus célèbre représente le jugement du trépassé - ou pesée du cœur - dans le tribunal d'Osiris (Formules 30 et 125). Sur une balance à deux plateaux on compare le poids du cœur du défunt, représentant sa conscience, et celui de la plume de la déesse Maât, déesse de la vérité et de la justice. À proximité de la balance, un monstre hybride à tête de crocodile, à corps et pattes avant de lion et à l'arrière-train et pattes arrière d'hippopotame, la « Dévoreuse », attend le verdict...

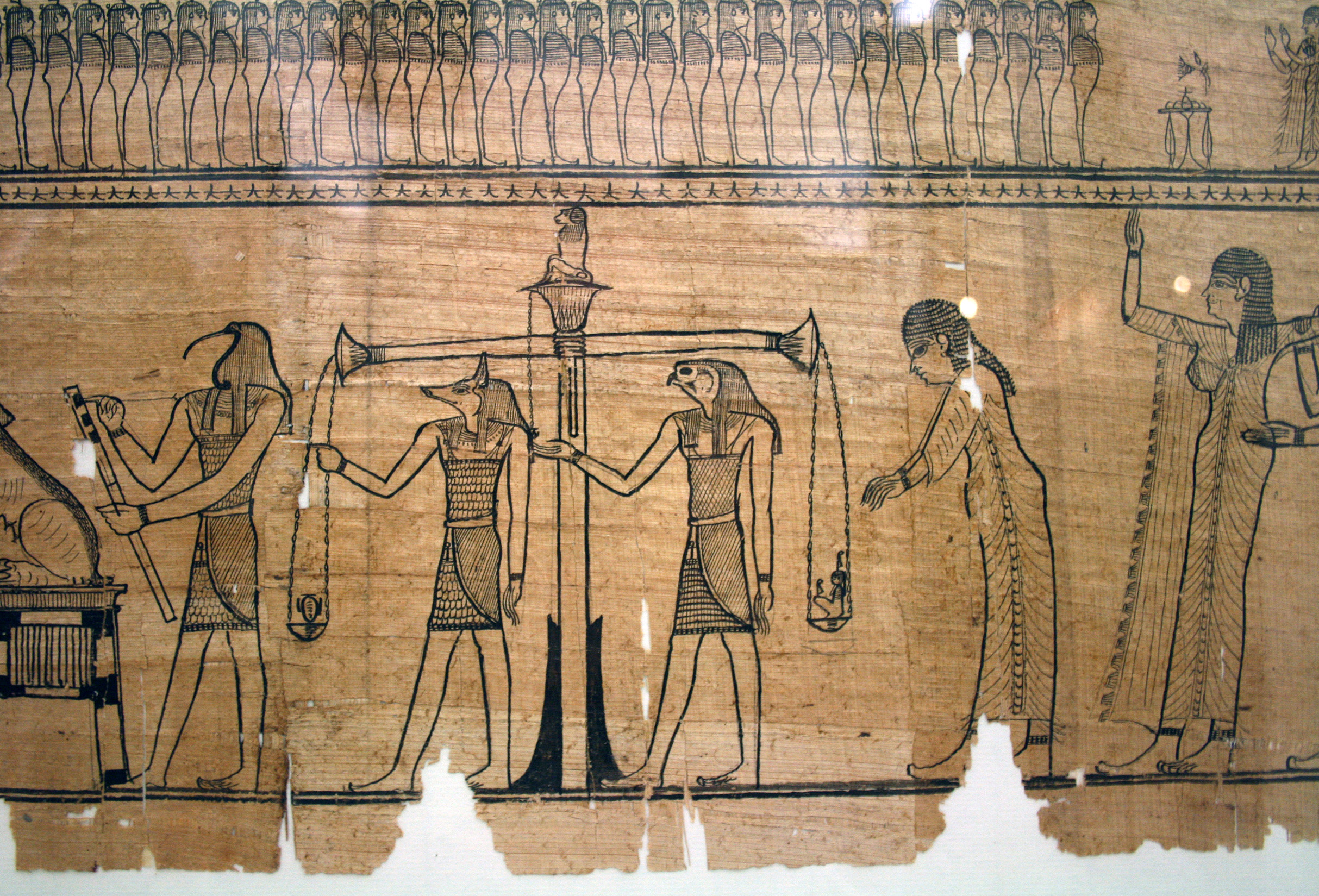
Scène de la pesée du cœur du papyrus de Sésostris (XVIIIe dynastie). Papyrusmuseum de Vienne (Autriche).
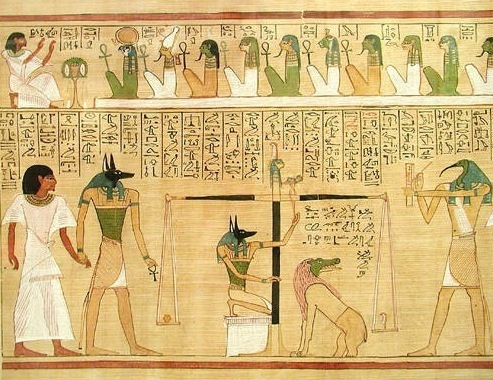
Vignette de la formule 30 du papyrus d'Hounefer (XIXe dynastie). British Museum.
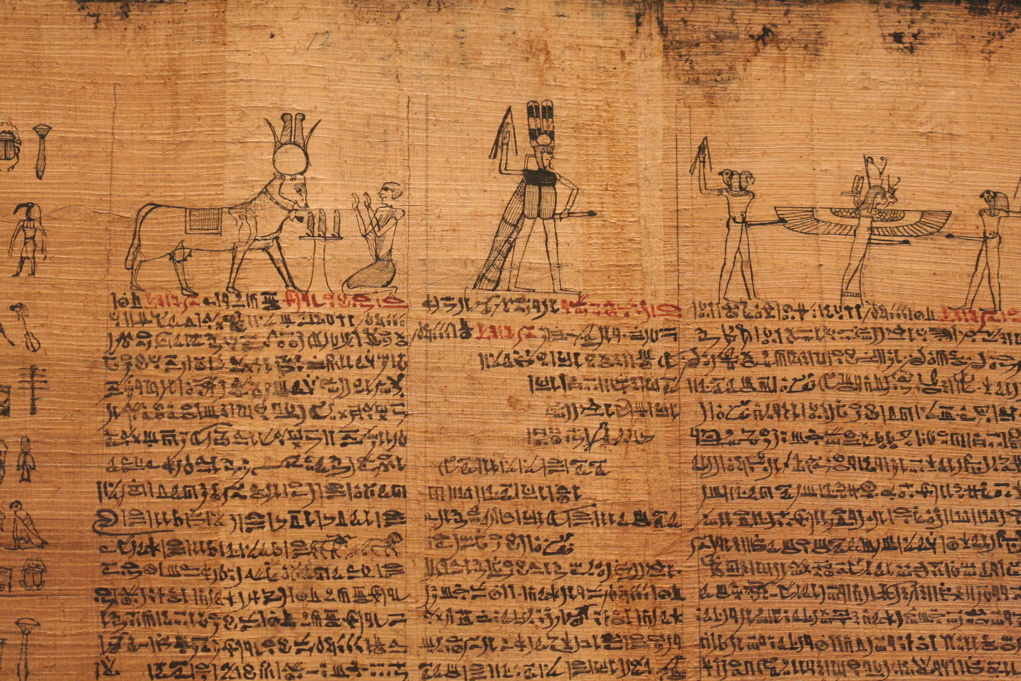
Vignettes des formules 162, 164 et 165 au tracé stylisé. British Museum.

### Résumé du recueil
Dans sa traduction de 1967, Paul Barguet (professeur en épigraphie égyptienne à l'école du Louvre) s'est livré à une étude exégétique des 192 formules de la « recension saïte » du livre des morts et a tenté de donner un sens à la succession des différentes formules. Selon lui, l'ensemble du texte est divisé en quatre grandes parties inaugurées par les formules 1, 17, 64 et 130. Cette division est généralement reprise par les différents commentateurs modernes de ce recueil magico-funéraire,,.

#### La marche vers la nécropole
La première partie regroupe les formules 1 à 16. Le cortège funèbre marche vers la nécropole et le défunt momifié arrive dans le monde de l'au-delà. La momie descend dans le tombeau et vers la Douât comme le précise le titre de la formule 1A/B . Le nouvel arrivant désire toutefois échapper aux corvées de ce monde souterrain et charge les ouchebtis de le faire à sa place (formule 5 et 6). Il veut échapper au terrible serpent Apophis, symbole du chaos primitif (formule 7) et cherche les bonnes grâces de l'Oudjat, l'œil d'Horus. Désirant être libre de ses mouvements, les chemins lui sont ouverts pour entrer et sortir de l'Occident (formules 11 à 13). Sa piété envers le maître de l'univers s'exprime dans la formule 15 constituée par des hymnes et des louanges à Atoum-Rê. Le chapitre 16 est une vignette sans texte mais elle synthétise tel un schéma théologique les croyances égyptiennes de la marche de l'astre solaire. L'illustration du papyrus d'Ani montre le soleil, acclamé par des babouins, se hisser hors du monde souterrain d'Osiris. Cette dernière divinité, placée sous la protection d'Isis et de Nephtys, est représentée sous la forme d'un assemblage anthropomorphe constitué par un pilier Djed et par un signe Ânkh.

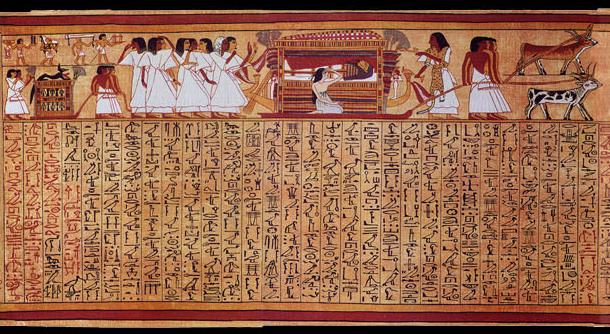
Papyrus d'Ani ; La momie sur un traîneau funéraire arrive dans la nécropole (chapitre 1).
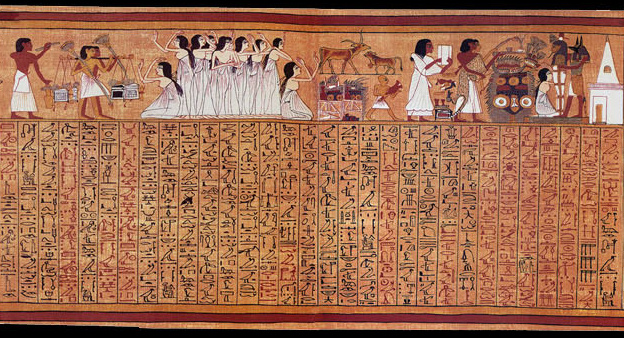
Papyrus d'Ani ; Rite de l'Ouverture de la bouche devant la tombe (suite du chapitre 1).
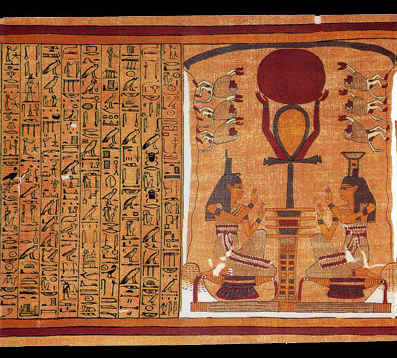
Papyrus d'Ani ; Le renouveau solaire (chapitre 16).

#### La renaissance
Dans la deuxième partie, le défunt proclame sa renaissance mais aussi son pouvoir sur les éléments de l'univers ainsi que sur tous ses ennemis potentiels. La formule 17 inaugure cette partie. Le corps du texte consiste en une identification du défunt au dieu créateur Atoum lorsque ce dernier se hisse en dehors du chaos primordial. Le texte est cependant surchargé par un nombre important de gloses théologiques issues des traditions d'Héracléopolis et d'Héliopolis. Les formules 18 à 20 ont pour thème la naissance de l'astre solaire et de sa victoire sur les forces hostiles. Avec les formules 21 à 23, le défunt bénéficie des rites de l'ouverture de la bouche pour qu'il puisse à nouveau s'exprimer et utiliser sa force magique (formule 24). Le défunt retrouve son nom (ren) et donc sa personnalité mais aussi son cœur qui doit témoigner en sa faveur devant les juges divins (formules 26 à 30). S’enchaînent ensuite des formules qui assurent au défunt sa victoire contre des ennemis (crocodiles, insectes ou reptiles). Invincible, il siège sur le trône du Maître des dieux (formule 47), dispose d'une bonne nourriture, respire du vent frais et se désaltère à l'ombre du sycomore de Nout (formules 54 à 63).

#### La transfiguration
Dans cette troisième partie, la sortie au jour devient une réalité. La formule 64, très difficile à traduire et à comprendre, présente la transfiguration du défunt. Il s'identifie à Rê, le dieu soleil, et à Osiris mais garde son individualité propre. La magie de cette formule permet à l'âme-ba de sortir au jour tout comme les formules 65 et 66. La porte de la tombe s'ouvre (formule 67) et tel Osiris, le défunt se redresse et s'éveille à nouveau à la vie (formules 68 à 71). Il sort du monde souterrain et se rend à Héliopolis, la ville sainte du dieu Rê (formules 72 à 75). Les formules des transformations (chap. 76 à 88) permettent au défunt de prendre les formes du dieu solaire lors de sa course quotidienne. Mais le défunt ne veut pas être séparé de son âme-ba et de son ombre-shout car ils risquent d'être massacrés (formules 89 à 92). Tel Rê, le défunt se dirige d'est en ouest (formule 93) sous la protection de Thot (formules 94 à 96). Le défunt après avoir prouvé ses connaissances magiques au nocher de la barque du ciel (formules 98-99) monte dans cette dernière (formules 100 à 102). Auprès de la céleste déesse-mère Hathor (formule 103) et en la compagnie des autres grands dieux (formule 104) le défunt a rejoint son Ka (temps de vie) et profite des offrandes de nourritures (formules 105 et 106). Le défunt connaît et approche les âmes divines qui résident dans différentes villes saintes (formules 107-116) et séjourne dans des champs paradisiaques (formule 110). Il s'engage alors le monde inférieur sur les chemins de Ro-Sétaou (formules 117 à 129) pour paraître devant le tribunal d'Osiris (formule 125) afin d'y être jugé exempt de péchés ; reconnu pûr par ses juges, il est un juste de voix.

#### Le monde souterrain
La quatrième partie du livre des morts peut se diviser en deux sections. La première regroupe les formules 130 à 140. Les formules 130 à 136 ne sont que des variantes d'une formule qui figure déjà dans le livre des deux chemins. Le défunt s'y identifie à Rê et voyage dans la barque solaire. Les formules 137A et B accordent au défunt une protection au moyen de quatre flambeaux qui représentent les quatre enfants d'Horus. Leur lumière est celle de l'œil d'Horus à qui le défunt rend grâce (formule 140). La deuxième section traite de la géographie de l'au-delà (formules 141 à 162). Le défunt connaît le nom des dieux (formule 141) et en particulier ceux d'Osiris. Dans la formule 142, il énumère plus d'une centaine d'épithètes concernant cette dernière divinité. Par la suite, le défunt prouve qu'il connaît aussi les noms des portes, portails et buttes qui mènent au royaume d'Osiris ainsi que de leurs gardiens (formules 144 à 150). La formule 151 A et B est une protection pour la tombe et pour le masque funéraire et les formules 154 à 162 servent à renforcer le pouvoir magique des diverses amulettes disposées sur la momie.
Les formules 163 à 192 sont des formules supplémentaires difficiles à classer mais elles servent à rendre hommage aux dieux Rê, Amon et Osiris. La plus digne d'intérêt est la formule 175 car elle nous livre une des rares mentions connues de la fin des temps laissée par la civilisation de l'Égypte antique,.

### Auteurs

#### Thot ou l'auteur mythique

Le dieu Thot est l'auteur mythique des formules magiques du livre des morts.

Chaque fois qu’un défunt récite une formule il en est théoriquement l’auteur puisqu’il la réactive au moment de la prononciation. Mais les formules du Livre des Morts ont bien été rédigées une toute première fois. Les prêtres égyptiens ont identifié cet auteur premier. Dans leur esprit il s'agit d'une divinité, non nommée expressément, mais originaire d’Hermopolis. Il semble alors qu’il s’agisse du dieu Thot. Cette paternité première est rarement signalée dans le Livre des Morts mais elle existe dans les rubriques des formules 30B, 64, 137A et 148. La puissance magique de la formule est renforcée par son antiquité. Sa qualité est certifiée par le nom du prince Djédefhor, un fils de Khéops, qui selon la tradition fut un sage et un fin lettré.

« Cette formule a été trouvée à Hermopolis sous les pieds de la majesté de ce dieu auguste, (écrite) sur un bloc de quartzite de Haute Égypte, en un écrit du dieu lui-même, au temps de la majesté du roi de Haute et Basse Égypte Mycérinus, juste de voie, par le prince Djédefhor, qui le trouva quand il vint inspecter les temples. »

— Extrait de la formule 30B, traduction de Paul Barguet.

« Ce texte est transcrit conformément à ce qui a été trouvé en écrit (par) le prince Djédefhor, qui le trouva dans un coffre secret, en un écrit du dieu lui-même, dans le temple d'Ounout, maîtresse d'Ounou, quand il voyageait pour faire l'inspection des temples, des villes et des buttes des dieux ; ce qui est récité est un secret de la Douât, un mystère de la Douât, un mystère de l'empire des morts. »

— Extrait de la formule 137A, traduction de Paul Barguet.
Pour certifier la puissance magique de la formule 167 trouvée sous la tête d'une momie dans une vieille sépulture, les scribes l'ont placée sous le patronage de deux célèbres sages du Nouvel Empire. Il s'agit de Khâemouaset, un fils de Ramsès II passionné par les anciens monuments et leurs textes ; et de Amenhotep fils de Hapou. Ce dernier fut un scribe du temps d'Amenhotep III. Il fut divinisé après sa mort et on lui attribua des guérisons miraculeuses.

#### Les scribes

##### Variantes

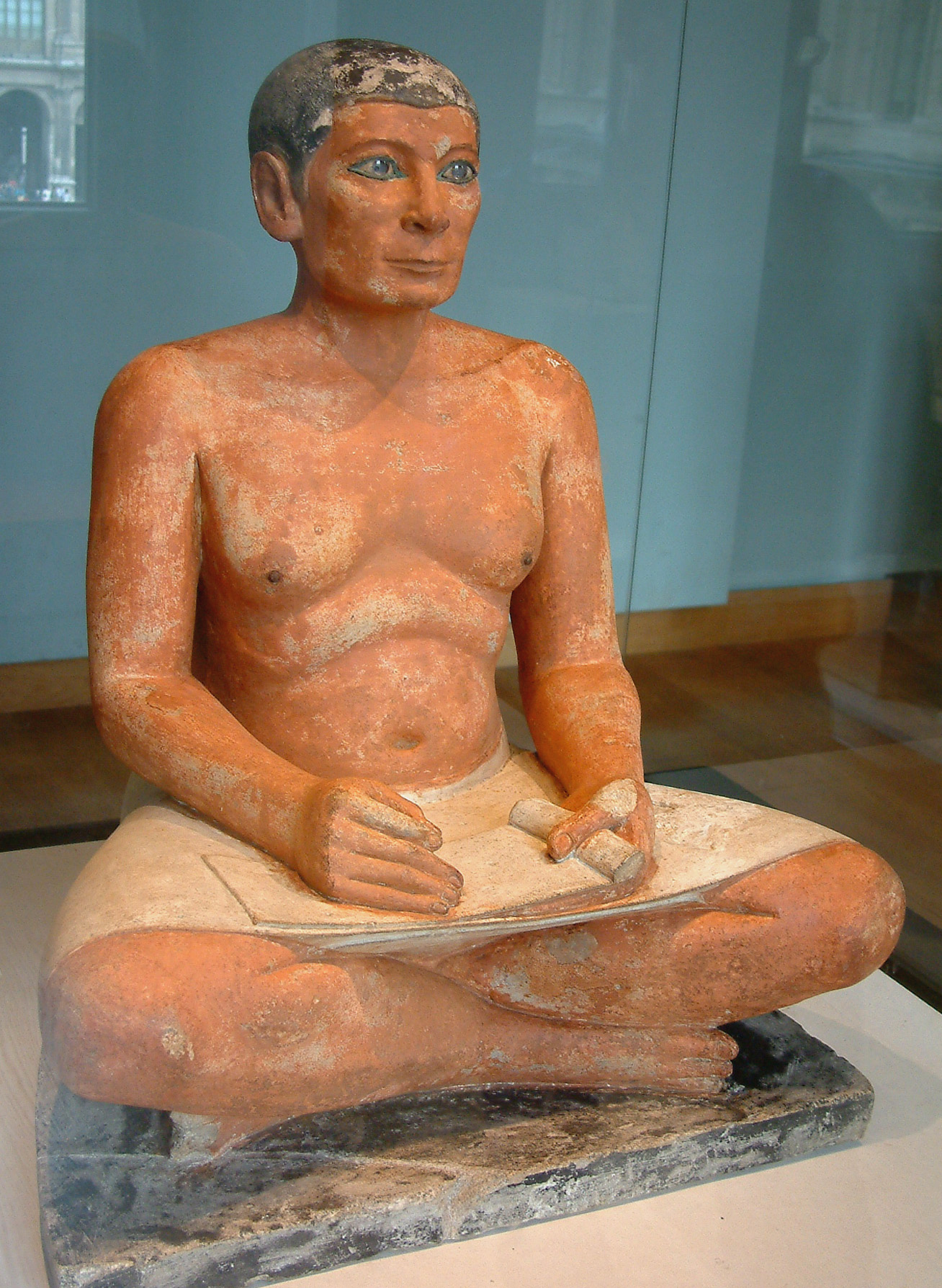
Statue d'un scribe.

Les nombreuses variantes mises au jour par les philologues montrent que ces textes magiques, malgré leur filiation divine, ont été modifiés maintes fois par les scribes. La réinterprétation d’une formule fut donc de l’ordre du possible. Trois raisons peuvent expliquer ce fait. Dans certains cas, comme pour les formules 80 et 84, le texte est opaque. Des passages sont donc difficilement compréhensibles et différentes lectures sont alors possibles. Le scribe incapable de trouver le sens premier modifie légèrement le texte pour le rendre plus abordable. La deuxième raison est que des formules, la 77 par exemple, ont été modifiées dans la volonté de les raccourcir. Et la troisième raison est que certaines formules ont été reconstruites avec la combinaison de plusieurs passages d’origines diverses. C’est ainsi que dans un papyrus les formules 83, 124 et 84 sont réassemblées sur ce mode. Mais dans les trois cas de figures, il s’agit moins d’une réécriture que d’une tentative de réflexion du scribe sur l’état de la formule à son origine. Le but de la variante est d’affiner le dialogue avec les divinités et de rendre la formule plus efficace. Cependant, certains papyrus contiennent des formules devenues incompréhensibles. Donc même dans cet état elles continuaient à garder leur force magique dans l'au-delà.

##### Versions fautives
Bon nombre d'exemplaires du Livre des Morts présentent des fautes d'orthographe ou des erreurs causées par la méconnaissance du texte. Quand un scribe recopie un texte, il peut avoir sous les yeux un modèle ou écrire sous la dictée. Lors de la rédaction il lui arrive fréquemment de se tromper de signe hiéroglyphique. Il peut aussi oublier un passage, ou au contraire copier un passage deux fois. Mais à mesure de l'avancement du travail, le scribe se relit et se corrige. Avec plus ou moins de bonne volonté selon les individus. Dans le cas d'un oubli de signe ou d'un mot, le scribe note le manque entre deux lignes d'écriture. Mais si le passage omis est trop long, le manque est signalé par un hiéroglyphe particulier et la correction est inscrite au bas du papyrus. On peut aussi voir des passages fautifs barrés et remplacés ou non par les vrais mots. Les divergences de copies ont plusieurs principales causes toutes liées au scribe : sa distraction, son médiocre niveau d'instruction, sa méconnaissance du contenu du Livre des Morts ou ses mauvaises réinterprétations qui conduisent à des contresens.

## Magie

### Principe général
La magie est présente dans tous les textes funéraires égyptiens. Cet élément imprègne donc toutes les formules du Livre des morts. Dans les Textes des pyramides, le prêtre ritualiste tient une place prépondérante. C’est à travers les paroles qu’il récite que les rois de l’Ancien Empire peuvent s’élever vers l'au-delà. Dans les formules du Livre des Morts, les ritualistes du monde des vivants n’ont que peu de place. L’essentiel de l’action magique a été transférée vers les défunts du monde de l’Au-delà. Les formules du Livre des Morts sont en effet rédigées de telle sorte qu’elles semblent être la propre création du défunt. Au Nouvel Empire, ce ne sont plus les rituels des prêtres qui protègent magiquement le défunt ; c’est le défunt qui se protège lui-même avec son propre rituel. Il est un magicien qui agit pour lui-même. Son langage et ses paroles ont un pouvoir de persuasion et de création. Lorsque le défunt prononce le texte d’une formule, il active un large réseau d’analogies dont les éléments sont basés sur la mythologie et la théologie d’une ou plusieurs divinités du panthéon égyptien.

### Magie persuasive
Au cours de son voyage dans le monde souterrain, le défunt rencontre une multitude de divinités dont il se doit d’attirer les bonnes grâces pour qu’elles lui soient favorables. Armé de son exemplaire du Livre des Morts, le défunt sait toujours qui il rencontre et ce qu’il doit lui dire pour avoir un pouvoir magique sur lui.

### Magie créatrice
Dans certains chapitres (77, 81A, 83, 85, 87 ou 88 par exemple), le défunt ne parle à personne. Cette absence d’auditeur s’explique par le fait que le défunt se trouve dans un contexte primordial. Il est comme le dieu créateur avant que le monde ne soit organisé. Le défunt doit obligatoirement dire ces mots car dans ce cas, il ne s’agit pas de communiquer avec des divinités déjà existante mais de créer l’univers par la magie de la parole.

## Mythologie funéraire
Dans le recueil du Livre des Morts, les Égyptiens ont fait cohabiter deux représentations de la mort. Elle y est vue soit comme un ennemi à combattre juridiquement soit comme une mère bienfaitrice. Ces deux aspects ne s'opposent pas mais se rejoignent en une seule thématique funéraire ; celle de la régénération des défunts dans le monde de l'Au-delà.

### Seth ou la Mort ennemie

#### Le mythe osirien

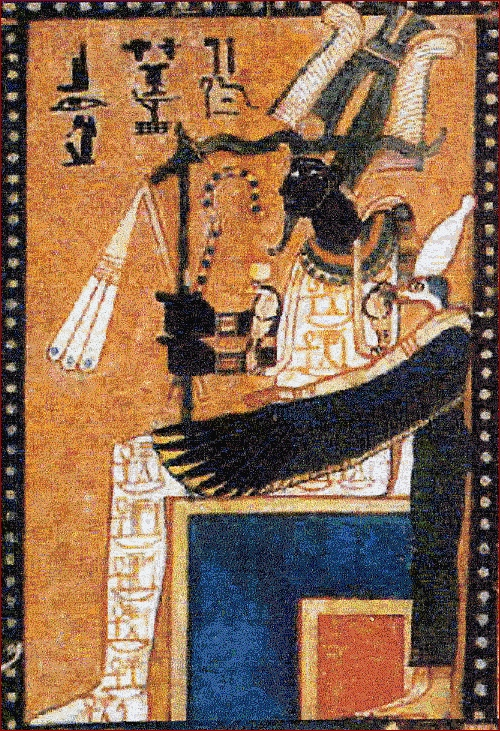
Osiris, le roi momifié.

Dans la première représentation, la mort (cessation de la vie) est différenciée du mort (individu qui cesse de vivre). Cette différenciation s'intègre dans le mythe osirien. Le mort est Osiris assassiné par Seth, la mort. Ici, la mort n'est pas naturelle, c'est une violence et une injustice contraire à la Maât (ordre et vérité) instituée par le dieu primordial et créateur. Seth (la mort) est donc dans son tort. Une action judiciaire et un procès contre lui sont donc possible et même nécessaire. Le but étant de rétablir Osiris (le mort) dans ses pleins droits. Isis, la sœur-épouse d'Osiris, pleure le défunt et reconstitue son corps déchiqueté. Le cadavre par la momification est sauvegardé. De ce corps revivifié, Isis conçoit Horus, le fils et l'héritier de la victime. Lors du procès, Seth est mis en déroute et Osiris est proclamé juste. Son règne dans le monde souterrain commence tandis que son fils Horus lui succède parmi les vivants. Dans ce mythe Isis est la réanimation et la continuité de la vie. Et Horus, c'est l'individu vivant ; à savoir la persistance de la vie sur terre telle que le dieu créateur l'a instaurée.
Osiris sort finalement vainqueur de son combat contre Seth car son fils Horus a poursuivi la lutte. Malgré sa victoire, Osiris est un roi mort. Il poursuit son existence retiré du monde des vivants. Sa royauté s'exerce dans la Douât. C'est un lieu secret où son corps momifié est à l'abri d'une nouvelle attaque des forces hostiles

#### Le jugement du mort
Dans la formule 125 du Livre des Morts la thématique de la mort-coupable traînée devant un tribunal est quelque peu modifiée. La base reste la même car le mort sort du tribunal victorieux. Il devient un Akh glorieux. Il reste mort mais dans le royaume d'Osiris il conserve son identité et un rang social équivalent à celui de son vivant. Cependant le mort n'est plus un plaignant mais un accusé qui doit prouver son innocence. Son cœur est placé sur une balance, le contrepoids étant la Maât. Il doit, en outre, réciter une longue liste de péchés qu'il est censé ne pas avoir commis. Celui qui ne passe pas cette épreuve est dévoré par le monstre Ammout. Le défunt est cependant aidé par les dieux Horus, Anubis et Thot. Au Nouvel Empire, la mort-ennemie c'est donc la culpabilité et le péché du défunt.

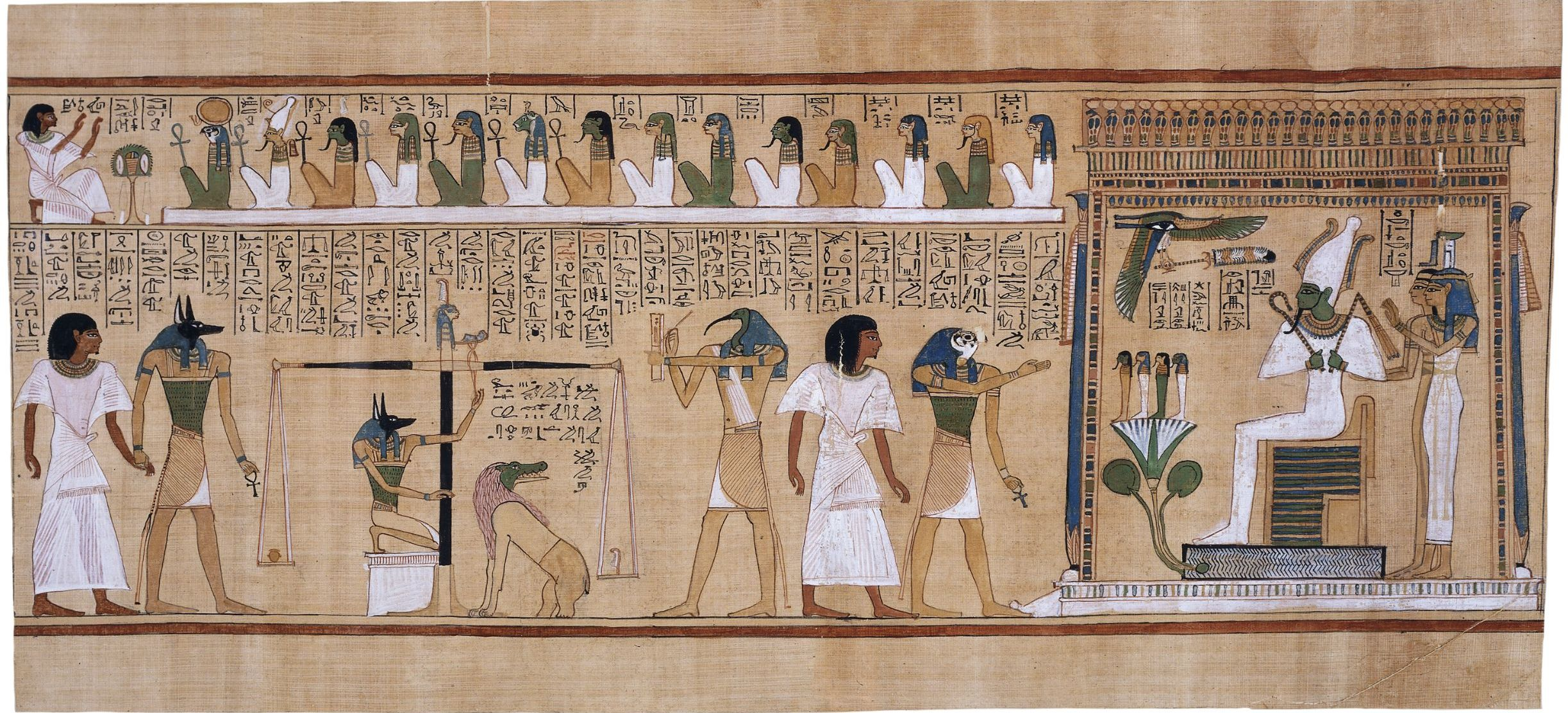
Scène issue du papyrus d'Hounefer montrant la pesée du cœur lors du jugement de l'âme.

### Nout ou la Mort déesse-mère

#### La déesse du sycomore

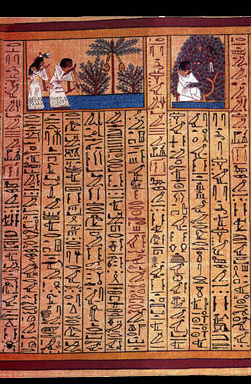
Formules 58 et 59 du papyrus d'Ani.

Au Moyen Empire, le cercueil et le sarcophage se couvrent de formules où Nout, la déesse du ciel, se déclare comme la mère du défunt. Si elle est identifiée au sarcophage, elle est aussi la nécropole du Bel-Occident et la tombe du défunt. Bref tous les éléments qui accueillent le défunt. Cette deuxième représentation de la mort se perpétue dans le Livre des Morts. Nout, la déesse du ciel, promet toujours au défunt, eau, ombre, et nourriture. Une de ses formes est l'arbre de la vie, le sycomore.

« Formule pour vivre de la brise et avoir de l'eau à volonté dans l'empire des morts. Paroles dites par (Nom du défunt): Ô ce sycomore de Nout, donne moi l'eau et la brise qui sont en toi ! Je suis celui qui occupe cette place qui est au centre d'Hermopolis. (…) S'il vit, je vis ; s'il respire la brise, je respire la brise. »

— Extraits du chap. 59. Traduction de Paul Barguet.

#### Le soleil, fils de la déesse-mère
Lors de son voyage journalier dans le ciel, Rê le dieu soleil à bord de sa barque, naît le matin à l'horizon oriental et meurt le soir en s'engouffrant dans les montagnes occidentales de Manou. Dans cette vision mythique de la course solaire, Nout la déesse du ciel enfante le soleil au matin et l'avale le soir pour le recevoir en son sein. Cet imaginaire de la mort est différent du mythe osirien car là, la mort se montre comme un cycle naturel. La course solaire en tant qu'éternelle mort et renaissance est un modèle pour les défunts égyptiens. Chaque soir, c'est un retour au Noun, l'océan primordial ou à la Douât, le monde nocturne des ténèbres. Ce retour à l'origine, c'est un voyage de douze heures où la mort est transformée en renaissance matinale. Le défunt, en accompagnant le dieu solaire, s'unit à la mère céleste et peut alors prétendre à la vie éternelle. Seuls les justes qui ont vécu selon la Maât (vérité-justice) peuvent prétendre à monter dans la barque de Rê. Là, cette deuxième représentation de la mort rejoint le mythe osirien car seul le mort qui est proclamé juste de voix dans le tribunal d'Osiris est digne de cet honneur.

##### Exemple de représentation de la déesse-mère

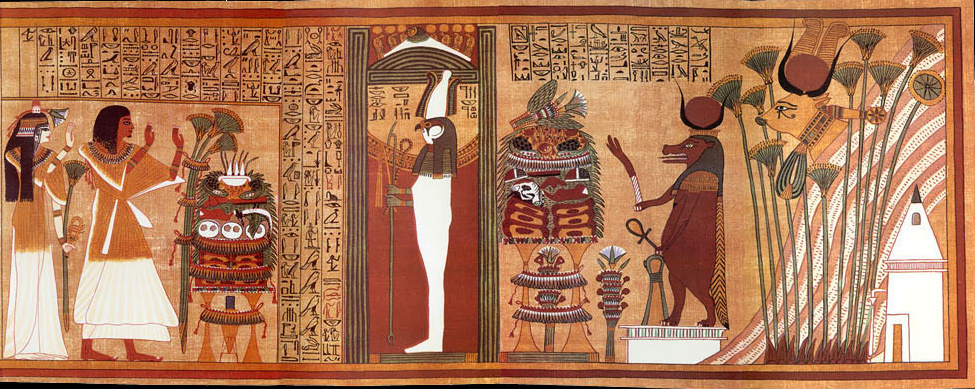
La scène finale du papyrus d'Ani (formules 185 et 186).

La scène finale du Papyrus d'Ani combine les mythologies osirienne et solaire. Ani et son épouse Thouthou font une offrande à Osiris-Sokar (formule 185) et à Hathor, déesse du ciel et protectrice du dieu soleil (formule 186). L'aspect maternel de la déesse est ici évoqué par une figuration de Thouéris, déesse protectrice des femmes enceintes et des jeunes enfants. Pour les Égyptiens, la femelle hippopotame représente l'archétype de la bonne mère car elle est prompte à défendre son rejeton face aux attaques des crocodiles. L'aspect céleste de la déesse est rappelé par la tête de la vache Mehourt. Son nom signifie le Grand flot et le corps de cette vache primordiale est assimilé au ciel-océan des origines. Ici Thouéris et Mehourt sont clairement deux aspects de la déesse Hathor car toutes deux portent sur leur tête le symbole de Hathor que constitue le disque solaire encadré par deux cornes. Mehourt apparaît hors de la montagne thébaine lieu où sont ensevelis les défunts. Hathor est aussi la dame de l'Occident (la nécropole). Cet aspect est figuré par une tombe blanche surmontée d'une petite pyramide. La tombe tout en étant une sépulture pour la momie est aussi un lieu de culte où est entretenu le souvenir du défunt ainsi que sa vitalité par le moyen des offrandes funéraires. La régénération du défunt est évoquée par le marécage que constituent le champ de lotus. Cette fleur est une des formes que l'âme-Ba du défunt peut prendre grâce à la formule 81 A/B pour sortir au jour hors de la tombe.

#### Renouveau solaire
Au Nouvel Empire, la régénération du soleil n'est évoquée avec force détails que dans les figurations des tombes royales ; dans le livre de l'Amdouat par exemple. Les tombes royales étant scellées et isolées dans le désert, la littérature du voyage nocturne du soleil est, de fait, un secret réservé au souverain. Durant la nuit, le dieu soleil Rê voyage dans le monde souterrain. Là, il sort les défunts de leur sommeil grâce à la lumière qu'il leur dispense. Il y attribue les vivres des offrandes funéraires ; il y juge les pécheurs et y combat le maléfique serpent Apophis. Lorsque Rê s'unit au corps momifié d'Osiris, il en tire une force vivifiante qui lui permet au matin de renaître au monde des vivants. Dans le Livre des Morts, les allusions à ce voyage sont nombreuses bien qu'éparses.

« La barque de la nuit est dans la joie, la barque du jour est en jubilation, quand elles viennent à toi (…) ton équipage est content, car l'uréus a renversé tes ennemis, la marche d'Apophis a été enrayée pour toi. Tu es parfait en tant que Rê chaque jour. Ta mère Nout t'embrasse, quand tu te couches bellement, le cœur épanoui, dans l'horizon de Manou. Les morts vénérables sont dans la jubilation, quand tu brilles là-bas pour le grand dieu, Osiris, régent de l'éternité. »

« T'étant levé tu te couches en paix dans la retraite de l'horizon occidental. (…) grand est ton amour pour les habitants de la Douât ; tu brilles sur ceux qui s'y trouvent et sur tout ce qui demeure à l'horizon, (…) Ô ces dieux de l'Occident, (…) saisissez vos armes, renversez l'ennemi de Rê, écartez le Ténébreux d'Osiris. »

— Extraits du chap. 15, traduction de Paul Barguet.

#### Union régénératrice
Dans le Livre des Morts, il apparaît que les plus grandes divinités funéraires sont Rê, le dieu-soleil et Osiris, le dieu de la régénération. Le défunt par les rites mortuaires devient un Osiris. Ainsi dans le Livre des Morts le nom du dieu est accolé à celui du défunt (l'Osiris-Néferhotep, par exemple). Le dieu-soleil, chaque jour s'unit à sa mère la déesse céleste ; elle le reçoit en son sein puis l'enfante. Or dans le mythe osirien, Nout la déesse du ciel est la mère d'Osiris. Si le soleil est inaccessible et lointain dans le ciel, Osiris est la divinité secrète et cachée du royaume souterrain. Les deux dieux forment les deux facettes (diurne et nocturne) d'une seule divinité ; Osiris est le corps, le soleil est l'âme. Osiris est vu comme le soleil nocturne et secret. L'union des deux divinités dans la tombe d'Osiris est à l'origine de toute régénération. La tombe du défunt assimilée par la magie des formules du Livre des Morts à celle d'Osiris est par conséquent un lieu où s'opère une régénération.

« Ô Rê qui repose en Osiris dans toutes les glorieuses apparitions, les bienheureux, les dieux de l'Occident ; image unique, mystère de la Douat, Âme sainte dans l'Occident, Oun-nefer, qui existera à toujours et à jamais »

— Extrait du chap. 180.

« J'ai donné la douce brise du vent du Nord à Osiris Oun-nefer, comme quand il sortit du sein de celle qui l'a mis au monde. je fais que Rê repose en Osiris, et qu'Osiris repose en Rê ; je fais que Rê pénètre dans la caverne mystérieuse pour faire revivre le cœur de celui dont le cœur ne bat plus, l'âme sainte dans l'Occident. »

— Extrait du chap. 182 où le défunt s'assimile au dieu Thot. Traduction de Paul Barguet.

## Sortir au jour

### Éléments de la personnalité
Les conceptions égyptiennes de la mort, de l'âme et de la vie éternelle sont complexes. De multiples traditions locales et temporelles se sont enchevêtrées. Ce fait apparaît indéniablement dans les formules du Livre des Morts. La mort signifie pour un ancien Égyptien la désintégration de l'existence car il se produit une dissociation des différents éléments constitutifs de la personnalité. Chaque aspect semble alors mener une existence propre. Les rites funéraires ont pour objectif de nouer de nouvelles relations entre les différentes composantes de l'être.

#### Composants physiques
La momification sert à préserver les éléments physiques. Le corps, malgré le trépas, reste le support de l'existence. De nombreuses formules du Livre des Morts ont pour thème cette préservation. Sans doute ont elles été prononcées lors du processus de la momification du corps. Pour désigner ce dernier, les Égyptiens utilisent les mots djet (corps), khat (dépouille) et sah (momie). La momie est protégée par plusieurs amulettes. Cette pratique est mentionnée dans le Livre des Morts ; surtout dans les formules 154 à 160 (pilier Djed, nœud-tit, colonnette ouadj). Le cœur est considéré comme le siège de la conscience et de la mémoire ; aussi est-il protégé par des formules spécifiques. L'amulette protégeant le cœur est celle qui est la plus nécessaire au défunt au vu du nombre de formules qui l'évoquent (chap. 26 à 30B). Cette dernière représente un scarabée, symbole de Khépri, le dieu des transformations solaires. D'après les textes, l'amulette-scarabée peut se présenter taillée dans plusieurs roches ; lapis-lazuli, feldspath, cornaline ou néphrite.

#### Composants psychiques
Dans le Livre des Morts, les éléments psychiques ba et ka sont omniprésents. Tous deux se rapprochent le plus de notre conception de l'âme. Parmi les autres éléments de la personnalité on peut aussi citer l'ombre (shout) et le nom (ren).
Le ba est l'aspect de la personnalité du défunt qui évolue le plus librement ; c'est lui qui sort au jour hors de la tombe. Il est représenté comme un oiseau à tête humaine. Pour maintenir l'unité de la personne, les relations qu'entretiennent le bâ et la momie sont des plus importantes.
Le ka est le principe de la vie. Il évolue dans la tombe avec le corps. Pour se maintenir il se nourrit des offrandes funéraires de nourriture, d'eau et d'encens. Si les prêtres viennent à défaillir dans leurs services, des formules du Livre des Morts sont présentes pour continuer à satisfaire le ka.
Le ren est le nom de la personne et constitue une part de l'individualité du défunt. Pour le faire survivre, il est inscrit en de multiples endroits et est protégé par des formules.
Si tous ces aspects de la personnalité sont préservés et satisfaits, le défunt peut vivre comme un akh, un esprit bienheureux, en la compagnie des dieux. Quelques formules des Textes des sarcophages ont fait de la notion d'akh une composante de la personnalité. Mais un Égyptien n'avait pas d'akh, il devenait un akh (esprit glorifié) ; plus qu'un élément c'est donc un statut post-mortem. Les Égyptiens ne traçaient pas vraiment une ligne de séparation entre les notions de corps et âme. La séparation jouait plus entre la différenciation du « moi physique » (corps, organes, ba et ombre) avec le « moi social » (ka, nom, statut social lié à la momie) ; ces deux sphères se rejoignant à l'intersection que forme le cœur.

### Le ka (durée de vie)

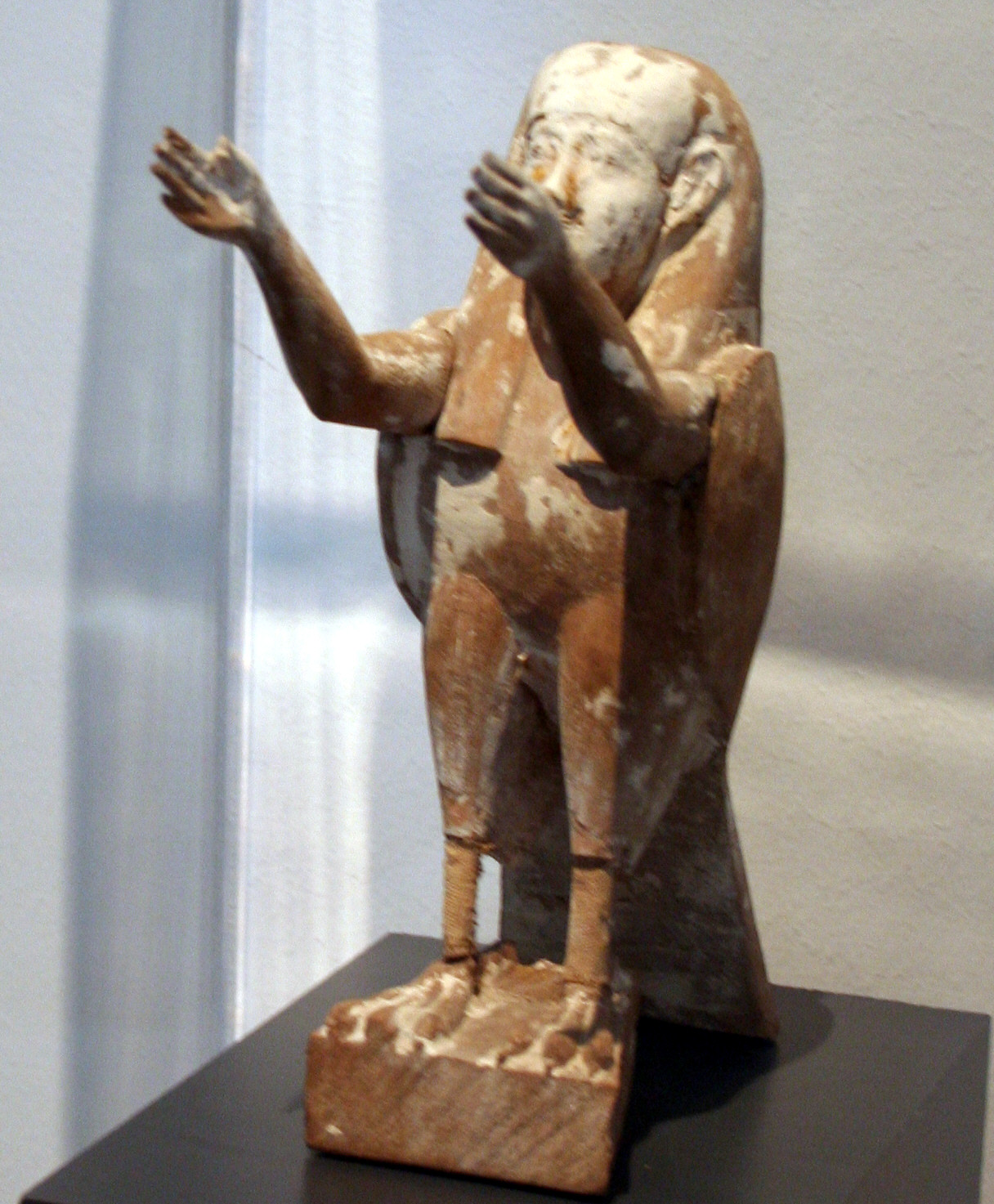
Représentation en ronde-bosse du ba, bras levés pour recevoir eau et/ou nourriture de la déesse Nout du sycomore (musée de Hildesheim, Allemagne).

Le ka mais aussi le ba sont des aspects de la personnalité difficile à cerner. Les interprétations modernes sont nombreuses et très discutées. Cette difficulté provient du fait que les textes égyptiens n'ont pas mis en valeur les rôles respectifs de ces deux composantes. À la différence de l'âme-ba, la liberté de mouvement ne joue aucun rôle pour le ka. De plus, le ka n'est pas concerné par le cadavre et la momie. La dignité, l'honneur et le statut social sont des thèmes qui sont attachés au ka. Ce dernier est un esprit ou un génie familial qui passe du père au fils.
« Ô Osiris (Pharaon) ! Horus t'a protégé, il a agi pour son ka que tu es, pour que tu sois satisfait en ton nom de ka satisfait. »
— Fin du chap. 356 des textes des pyramides, cité par Jan Assmann.
Le ka est représenté hiéroglyphiquement comme un geste des bras tendus vers l'avant pour embrasser quelqu'un, car c'est par cette accolade que se transmet le ka.
Dans le chapitre 105 du Livre des Morts, le ka et le « moi » du défunt forment une unité où le ka est identifié à la durée de vie du défunt. Le ka y est aussi assimilé à la conscience. La vignette du chapitre montre le défunt en train de faire une libation d'eau et une offrande d'encens à son ka. Il s'agit donc pour le défunt de faire en sorte que son ka reste à ses côtés.

« Formule pour rendre favorable à (nom du défunt) son ka dans l'empire des morts. Paroles dites par (N) : Salut à toi, mon ka, mon temps de vie ! Me voilà venu près de toi, ayant surgi, étant vigoureux, étant animé, étant puissant. Je t'ai apporté natron et résine de térébinthe, afin de te purifier avec eux, afin de purifier ta transpiration avec eux. Ces mauvais propos que j'ai pu tenir, ces vils péchés que j'ai pu commettre, que cela ne me sois pas retourné, car je suis cette amulette-ouadj qui est attachée au cou de Rê, et qui donne aux habitants de l'horizon leur verdeur ; je suis tout à fait florissant, et mon ka est tout à fait florissant comme eux, l'alimentation de mon ka est comme la leur. Ô Celui qui pèse dans la balance, que la vérité (Maât) s'élève au nez de Rê ce jour-là ! Ne permets pas que ma tête me soit enlevée car je possède en vérité, un œil qui voit, une oreille qui entend ; je ne suis certes pas un taureau de sacrifice, et l'on ne fera pas de moi une offrande funéraire pour ceux d'en haut. Fais que je passe près de toi, car je suis pur ; Osiris a été proclamé juste contre ses ennemis. »

— Chapitre 105. Traduction de Paul Barguet.

### Relation âme-ba/momie

#### Séparation: Sortir au jour

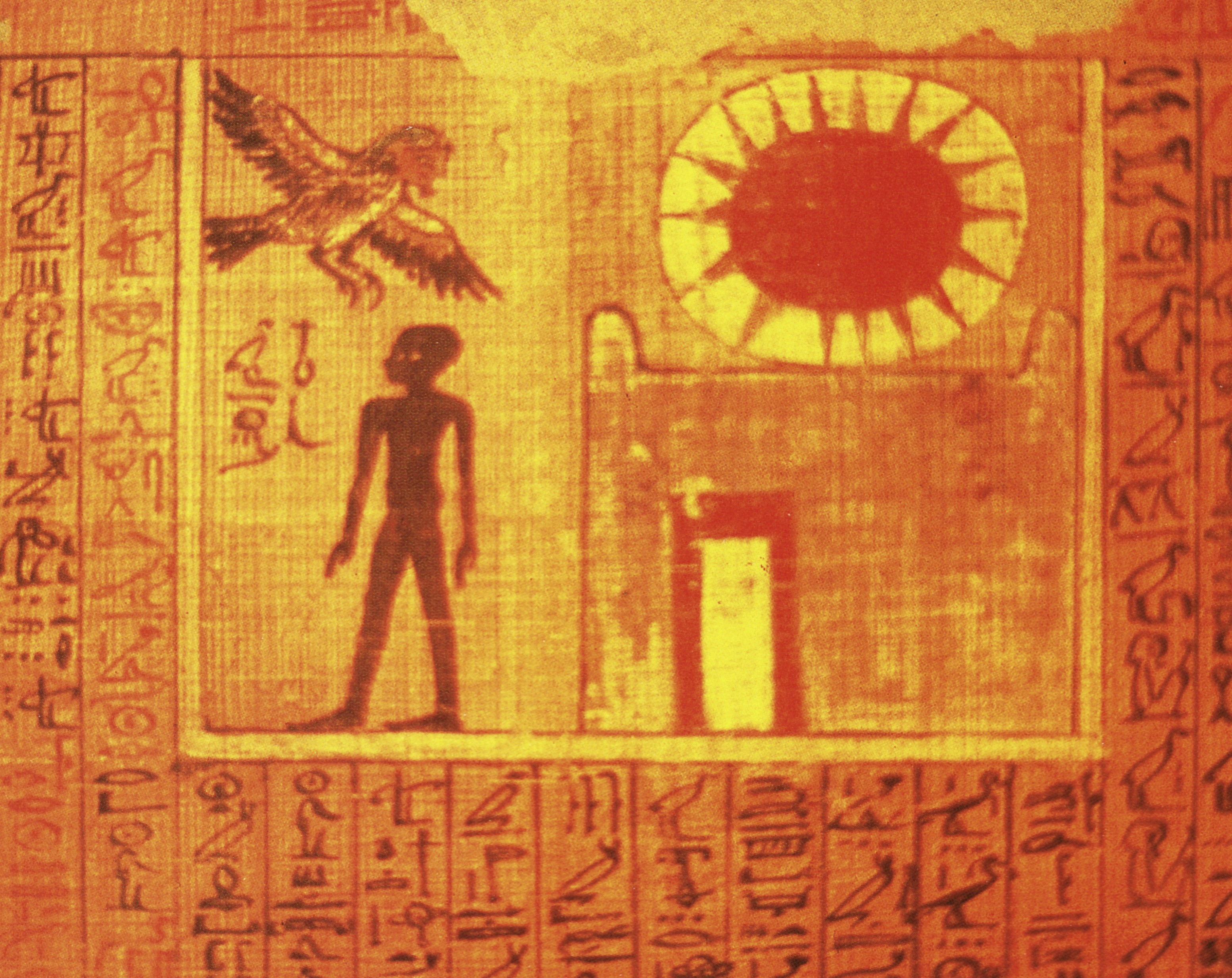
La sortie au jour du ba et de l'ombre de Neferoubenef ; vignette du chapitre 92. Musée du Louvre.

Le rituel funéraire vise à séparer l'âme-ba de la momie. Dans le Livre des Morts, l'au-delà est divisé entre ciel et monde souterrain. La dépouille est destinée pour la terre et repose dans son tombeau. La Douât représente ce monde souterrain où les corps demeurent cachés. Le ba n'est pas destiné à rester avec la momie. Cet élément est représenté comme un oiseau à tête humaine. La place du bâ est donc dans le ciel. Cette distinction se fait, dans les exemplaires complets de la recension saïte, dès les premières formules du livre. Le chapitre 1B s'intitule « Formule pour faire descendre la momie dans la Douât, le jour de la mise en terre ». Mais l'accent et bien plus mis sur la destinée du ba. Les chapitres 2 et 3 sont des « formule(s) pour sortir au jour ; vivre après la mort ». Le chapitre 169 résume cette dichotomie tout en mentionnant l'importance du cœur :
« On t'a rendu ton cœur de ta mère, le viscère du cœur de ton corps ; on a placé ton âme-ba au ciel, ton corps dans la terre. »
Cette thématique est à la source du nom originel du livre des morts. Ce corpus de formules a en effet été vu par les anciens Égyptiens comme le livre de la sortie au jour. Si le rôle majeur de tous ces textes est d'éloigner l'âme-bâ de la momie, cette dernière ne doit cependant pas être définitivement délaissée.

#### Réunion vivificatrice
La réunion de l'âme-ba au corps est aussi un objectif majeur du livre. Le ba doit être libre de toutes entraves. Son retour vers la tombe est aussi encouragé ; chapitre 12 : « Autre formule pour entrer dans l'empire des morts et en sortir » ; chapitre 13 : « Formule pour entrer dans l'Occident et en sortir ».

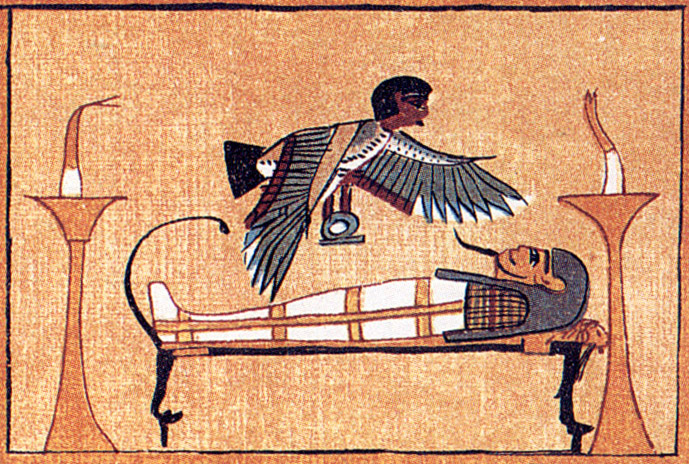
L'âme-ba survole la momie pour la vivifier (payrus d'Ani).

Le chapitre 89 est entièrement consacré à ce thème de la réunion du ba au corps. La vignette illustrative monte l'oiseau ba voler au-dessus du cœur de la momie étendue sur un lit funèbre. Dans le tombeau du vizir Paser, le ba présente à la momie les signes hiéroglyphiques de la vie et du souffle. Cette réunion est donc le gage de la vie de l'individu dans l'Au-delà. Lorsque l'on rencontre le mot « âme » dans la traduction ci-dessous, il faut comprendre qu'il s'agit de l'âme-ba :

« Formule pour permettre à l'âme de se réunir à son corps dans l'empire des morts. (…), grand dieu, fais que mon âme vienne à moi, en quelque lieu qu'elle soit ! Si l'on me tarde à me ramener mon âme, en quelque lieu qu'elle soit, alors tu trouveras l'œil d'Horus dressé contre toi, comme cela. (…) O dieux qui tirez la barque du maître des millions d'années, qui amenez le ciel à la Douat, qui éloignez le ciel inférieur, qui faites que les âmes se rapprochent des momies, que vos mains tiennent vos cordages (…) et faites que cette âme du (défunt que je suis) monte auprès des dieux sous vos fesses, de l'horizon oriental du ciel, pour accompagner jusqu'au lieu où elle était hier, en paix, en paix, à l'Occident ! Qu'elle voie son corps, qu'elle repose sur sa momie ! (Ainsi) il ne périra pas, il ne sera pas anéanti, jamais. »

— Extraits du chapitre 89 tirés de la traduction de Paul Barguet

### Communication vivants/défunts

#### Tombeau

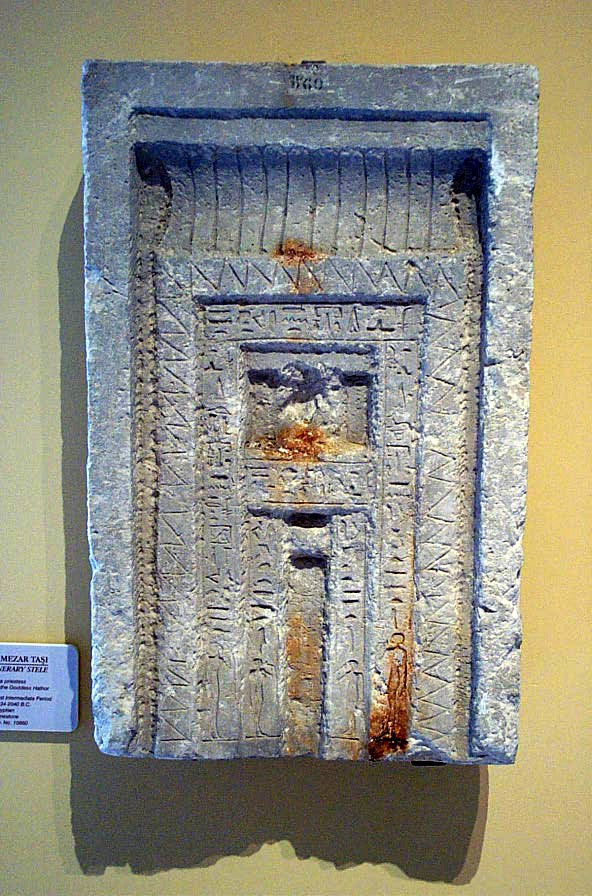
Fausse-porte d'une tombe de la Première Période intermédiaire.

Le tombeau égyptien, grandiose ou modeste, comporte deux éléments d'importance égale. Le premier est caché et interdit aux humains ; c'est la tombe qui abrite et qui protège la momie. Le second est visible et accessible aux vivants. Cet élément entretient le souvenir du défunt (nom, titres et biographies), c'est un lieu de prière et de culte où se déroulent les libations et les offrandes. C'est aussi le lieu où les morts vont à la rencontre des vivants. Pour illustrer cette dissociation du complexe funéraire égyptien, on peut prendre pour exemple celui du roi Ramsès III. La partie invisible est représentée par sa tombe KV11 dans la vallée des Rois et la partie visible est constituée par son temple des millions d'années à Médinet Habou. Les rituels funéraires ne s’arrêtent pas avec la dépose de la momie au tombeau car le culte des offrandes au défunt prend le relais. Concernant la « vie » du défunt au Nouvel Empire, l'idée de la « sortie au jour » prend le dessus sur toutes les autres.

#### Fausse-porte
Durant l'Ancien Empire, la thématique de la sortie au jour n’apparaît pas dans les Textes des pyramides. Le roi monte au ciel et ses sujets vont dans leurs tombes situées dans le « bel occident » (la nécropole). Au Moyen Empire, le séjour des morts se situe dans un monde souterrain. À partir de là, différentes notions en rapport avec la mobilité des morts cohabitent et le thème de la sortie au jour d'abord émerge puis prend le pas sur toutes les autres ; les défunts voulant rendre visite aux membres de leur famille toujours en vie. La culture funéraire égyptienne est caractérisée, dès le début de l'Ancien Empire, par l'idée que les morts communiquent avec les vivants et vice-versa. Ainsi durant toute la durée de la civilisation de Égypte ancienne, la fausse-porte (ou la stèle fausse-porte) est un élément architectural de tout complexe funéraire. C'est par cette fausse-porte que le défunt, à travers son ba ou son ka, peut sortir du monde des morts pour profiter des offrandes de nourritures déposées par les vivants. C'est vers la XIIe dynastie, que le défunt souhaite pour la première fois « sortir au jour à chaque fête ». Dès lors ce thème s'impose et les vœux se diversifient ; « sortir au jour à chaque fête d'Osiris », « sortir au jour pour voir Amon à sa belle fête de la vallée », etc. En fait, ce que le défunt souhaite c'est de profiter d'un moment festif où abondent des distributions de nourritures à travers des offrandes. À la XIXe dynastie, la sortie au jour du défunt s'associe avec la faculté de se transformer, « sortir au jour en ba vivant pour voir le disque du soleil à son lever ».

### Formules des transformations

#### Modalité
En 1845, le premier auteur moderne à imaginer un dialogue avec une momie est Edgar Allan Poe dans son histoire Petite discussion avec une momie (Some Words with a Mummy). Le dialogue se faisant au cours d'une séance de démaillotage et après avoir réveillé le défunt avec des électrochocs. Par la suite, l'imagerie et le cinématographe du XXe siècle, ont popularisé l'idée que la momie égyptienne, troublée dans son sommeil, peut sortir de son sarcophage pour se venger de ses ennemis comme dans le film de 1999, La Momie. Cette vision moderne est cependant fort éloignée de la pensée des anciens Égyptiens.
Les formules des transformations prennent des titres fort similaires ; Formule pour faire une transformation en faucon divin ou Se transformer en lotus. Les vocables égyptiens sont le verbe kheper et le substantif kheperou. Les égyptologues traduisent en langue française le verbe par « venir à l'existence », « exister », « se manifester », « se transformer », « prendre l'aspect » et le substantif par « forme », « manifestation » ou « aspect ».
L'apparition du défunt égyptien dans le monde des vivants ne se fait pas avec son corps momifié mais à travers son âme-ba. Cet élément de la personnalité recouvre la notion d'un pouvoir qui donne la capacité de prendre différentes formes. Les transformations de l'âme-ba permettent au mort d'échapper à l'immobilité du corps emmailloté dans les bandelettes. Il ne faut pas voir ces transformations comme une entrée de l'âme-ba dans le corps d'un animal ou la transformation d'un corps humain en un corps animal. Il s'agit d'une assimilation à un type divin dont l'animal est la représentation symbolique et cela dans le but d'obtenir magiquement un gain ou d'éloigner un danger. Ces transformations sont aussi évoquées sur des stèles funéraires ou sur les parois des tombes :

« Tu te manifesteras en tant que ba vivant (…), le ba se manifestera en héron-bénou et en hirondelle, en faucon, en ce héron-chenty et en ce que tu désires. »

— Tombe de Pahéry (XVIIIe dynastie). Traduction de Fr. Servajean

#### Répertoire des transformations

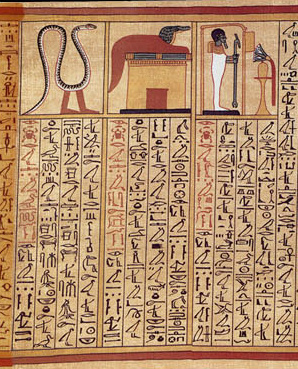
Les formules des transformations no 87, 88 et 82 (de gauche à droite) du Papyrus d'Ani.

- Formule 76 : En toute transformation que le défunt désire.
- Formule 77 : En faucon d'or, illustrée par un faucon doré avec un flagellum
- Formule 78 : En faucon divin, illustrée par un faucon avec des couleurs naturelles
- Formule 79 : Pour exister dans l'Ennéade et se transformer en chef du tribunal divin, illustrée par le défunt priant devant trois dieux accroupis.
- Formule 80 : En dieu et pour éclairer les ténèbres, illustrée par une momie debout ou par un dieu dont la tête est surmontée par le disque solaire.
- Formule 81A et B : En lotus, illustrée par un lotus émergeant d'un bassin. De la fleur apparaît une tête humaine.
- Formule 82 : En Ptah, illustrée par le dieu en question.
- Formule 83 : En héron bénou, illustrée par un héron debout ou sur un perchoir.
- Formule 84 : En héron chenty, illustrée par un autre héron très peu différent du précédent. Les deux oiseaux peuvent être regroupés dans une seule vignette.
- Formule 85 : En âme-ba d'Atoum, illustrée par un bélier ou un oiseau-ba.
- Formule 86 : En hirondelle, illustrée par cet oiseau debout sur une butte de terre ou une chapelle.
- Formule 87 : En serpent Sata, illustrée par un serpent, peut-être un cobra, avec deux jambes humaines.
- Formule 88 : En Sobek, illustrée par un crocodile momifié et couché sur une chapelle[cf 2].

#### Ordre de succession des formules
Dès le Moyen Empire, le défunt cherche à se transformer. De nombreuses formules des Textes des sarcophages traitent de ce thème, près d'une centaine sur un total d'un millier. Dans ce recueil, les défunts égyptiens ont le choix entre quelque soixante-deux transformations : vautour, oiseleur, jars, ibis, faucon, vent, Ptah, Horus, étoile du mâtin, etc..
Au Nouvel Empire, les scribes du Livre des Morts n'ont retenu qu'une douzaine de transformations (formules 76 à 88). Dans les exemplaires de la « recension thébaine » leur ordre de succession est d'abord anarchique. Ainsi, dans le Papyrus d'Ani (XIXe dynastie) la succession se fait dans l'ordre suivant : 86-77-78-87-88-82-85-83-84-81A-80.
À la Basse époque, dans les exemplaires de la « recension saïte », l'ordre de succession des formules des transformations se fixe et devient quasiment immuable. Il apparaît qu'à cette époque (de la XXVe dynastie à la dynastie des Ptolémées), les prêtres se sont mis à réfléchir sur le nombre douze. Les douze transformations du défunt ont alors été mises en relation avec le voyage journalier du dieu Rê et avec ses douze aspects lors des heures du jour. Mais la réflexion théologique des scribes a perduré. Ces douze formules connaissent en effet d'autres groupements (77-86-87 ou 85-82-77-86) insérés dans des formules n'appartenant pas au groupe des transformations.

## Géographie de l'Au-delà

### Sépulture

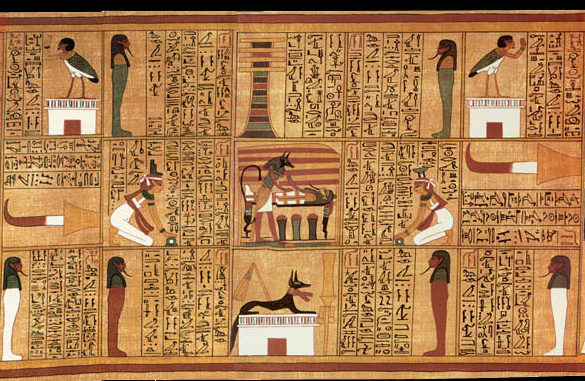
Vignette de la formule 151 du papyrus d'Ani.

La sépulture où repose la momie du défunt est magiquement protégée par la formule 151A du Livre des Morts. Elle consiste en une grande illustration qui occupe toute la hauteur du papyrus. Elle représente en quelque sorte la sépulture idéale ; celle qui est le mieux protégée par les forces divines. La puissance de cette image est renforcée par ses inscriptions magiques. Ces dernières rapportent les paroles de plusieurs divinités.
Au centre est représentée la momie couchée sur un lit funéraire à pattes et tête de lion. Dans certains exemplaires, non loin d'elle se tient l'âme-ba du défunt. Le corps est protégé par la présence d'Anubis. La main du dieu de la momification touche l'emplacement du cœur assurant ainsi au défunt la pérennité de son existence. La protection de défunt est renforcée par la présence des deux sœurs d'Osiris, Isis lui garantit de respirer à nouveau et Nephtys lui assure qu'il conservera sa tête. Le contour de l'illustration montre les quatre murs de la sépulture. Chaque paroi est protégée par une amulette ; deux mèches enflammées, un pilier Djed et une figurine d'Anubis couché. La formule 137A est plus spécialement consacrée à ce sujet car tout un rituel est nécessaire à leur installation dans des niches creusées dans les murs. La vignette comporte aussi la figuration et les discours des quatre enfants d'Horus, Amset, Hâpi, Douamoutef et Kebehsenouf. Tous disent assurer au défunt la même protection que celle qu'ils exercent sur Osiris. Quant à l'âme-ba du défunt elle est représentée par deux fois. Tournée vers l'orient et vers l'occident en adoration, elle demande aux statuettes-ouchebti (tout comme dans la formule 6) de participer à sa place aux corvées du monde de l'au-delà.

### Portails
Osiris dont le corps fut reconstitué par Isis est celui au « cœur défaillant ». Cette faiblesse doit être cachée et tenue secrète. La dépouille divine est ainsi protégée des forces hostiles représentées par Seth par toute une armée de démons bénéfiques. La porte symbolise le secret protecteur qui, dans la Douat, éloigne les mauvaises intrusions de la tombe d'Osiris. La formule 144 fait la liste de sept portes et pour chacune d'elles donne son nom ainsi que les noms des dieux gardiens au service d'Osiris. Au chapitre 145, cette énumération est augmentée à vingt-et-un portails. Le défunt doit passer dix-neuf portails au chapitre 146 et sept portes au chapitre 147 avant d'arriver devant Osiris. La même symbolique est à l'œuvre dans les formules 149 et 150. Mais là, il n'est pas question de portes mais de collines habitées par des divinités protectrices. Ici aussi le mort réclame leur soutien pour ne pas être repoussé.

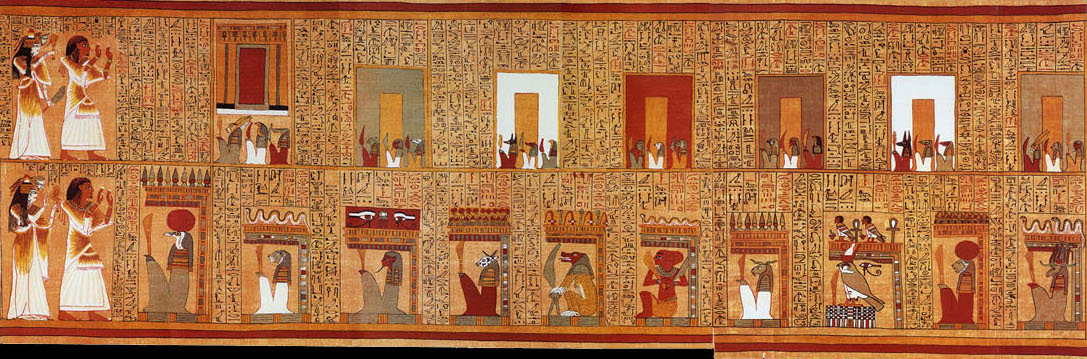
Formules 147 et 146 du papyrus d'Ani.

### Le bac et son passeur

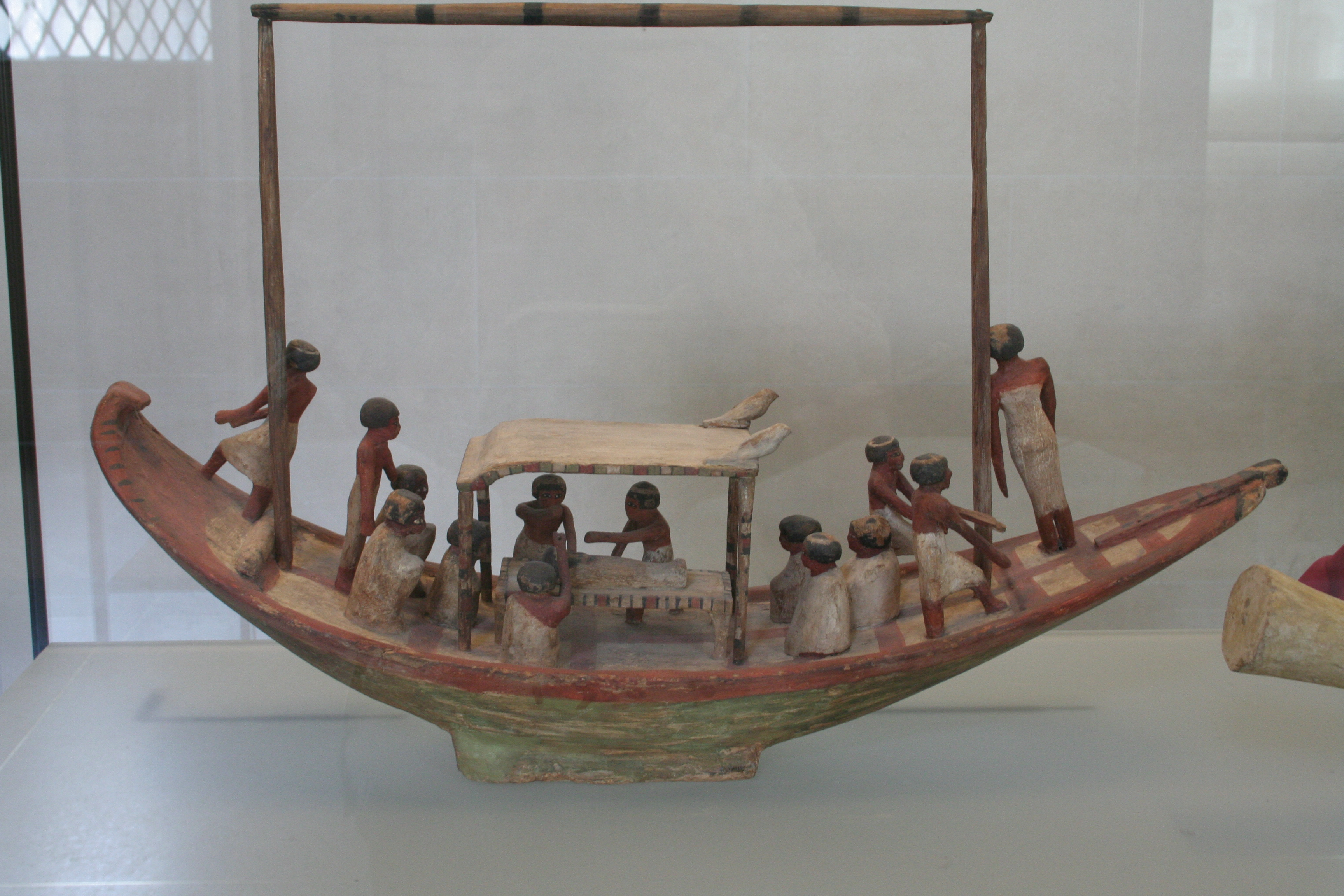
Maquette d'une barque égyptienne (Moyen Empire) exposée au musée du Louvre.

La formule 99 du Livre des Morts est l'une des plus anciennes du corpus. Elle est déjà inscrite sur les parois de la pyramide de Qakarê-Ibi, un obscur souverain de la VIIe dynastie (l'historien Manéthon place le règne de ce roi à la fin de la VIe dynastie). On retrouve ensuite cette formule dans les Textes des sarcophages du Moyen Empire (chapitre 397). Ce long texte est un dialogue où le défunt doit prouver certaines de ses connaissances magiques. Le défunt arrive devant un cours d'eau. Pour pouvoir le traverser, il doit monter sur la barque « Confection de Khnoum du nome d'Héliopolis ». Il s'adresse en premier lieu au passeur dénommé Mahaef (« Celui qui voit derrière lui ») pour qu'il réveille « Âqen », le gardien de l'embarcation. Mais lorsque ce dernier est réveillé, l'interrogatoire se poursuit. Il doit en effet prouver à ces deux divinités qu'il sait où il va et que le monde de l'Au-delà n'a pas de secret pour lui. Dans une autre version de la formule 99, les éléments constitutifs de la barque (piquet d'amarrage, amarre de proue, mât, drisse, voile, etc) se mettent à parler directement au défunt. Ces derniers veulent savoir si le défunt connaît leurs noms. Tous sont assimilés à des dieux (Maât, Seth, Horus, etc). La rubrique finale de la formule indique que la destination du bac est le « Champ des Souchets ». Là, le défunt est pourvu en nourritures et jouit de la possession d'un champ de blé et d'orge d'une superficie d'un aroure (environ 27 ares).

### Champs paradisiaques

#### Description

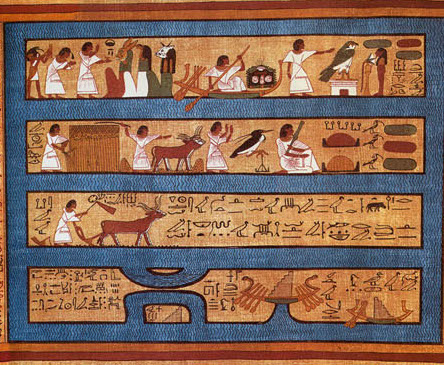
Illustration de la formule 110 du papyrus d'Ani.

La formule 110 du Livre des Morts décrit un endroit paradisiaque inspiré par la géographie du delta du Nil. Ce lieu porte plusieurs dénominations ; la double Campagne des Félicités, le Champ des Souchets (ou des Joncs), la Campagne de Hotep. Cette description est déjà bien établie dans les Textes des sarcophages. Selon les exemplaires du livre, la description écrite est plus ou moins développée. Concernant cette formule 110, le plus important pour le défunt est de faire figurer, dans son exemplaire du livre, sa grande vignette illustrative. Cette dernière occupe toute la hauteur de la feuille du papyrus. Elle représente une carte d'un monde où le défunt est en train d'adorer des divinités et de participer à des travaux agricoles (labour, semailles et récolte). La géographie est celle de la campagne égyptienne. Des bandes de champs fertiles sont entourées par des canaux d'irrigation. Les déplacements de ville en ville se font au moyen de barques ; aussi voit-on le défunt sur l'une d'elles en train de pagayer sur les canaux de Hotep. D'autres embarcations sont amarrées à un débarcadère ou accueillent les divinités gardiennes du lieu. Le texte de cette formule indique que le défunt désire pour son ka, le pain, la bière, le vin, les gâteaux déposés par les dieux sur les autels à offrandes. Cependant en tant que dieu de l'abondance, il participe aussi à la distribution de ces victuailles. Il désire y faire ses activités habituelles (boire, manger, dormir, faire l'amour) comme sur terre et y connaître une existence éternelle sans inquiétudes ni reproches. Les noms des villes où se rend le défunt sont énumérées ; la Grande Ville, Ouakh (Débordement), Nefret-Hotep (la Belle Paix), Djefat (ville des Aliments), Qenqenet, Hesat (ville du Lait) et Semat (ville de la Réunion).

#### Symbolique
Si la traduction et l'interprétation des textes du Livre des Morts nous permettent de comprendre l'Égypte antique, l'analyse des images et de leurs symboliques ne doit pas être en reste. Le défunt tient à se faire représenter en train de participer aux travaux des champs. Il est cependant fort douteux que les membres de la classe dirigeante (notables religieux, fonctionnaires royaux, scribes) qui bénéficiaient d'un exemplaire du Livre des Morts aient participé de leur vivant aux activités agricoles ; les labours, les semailles et les récoltes étant des travaux pénibles et peu gratifiants socialement. L'illustration de la formule 110 sous-entend donc une symbolique cachée reliée au culte osirien. Si Osiris est le dieu des morts, il est aussi celui de la fertilité. Sa mort est assimilée au cycle de la nature et donc de la vie saisonnière des travaux agricoles. Au Moyen Empire, certains sarcophages mentionnent pour l'âme-ba, une possible transformation en Nepri, le dieu protecteur du blé (Spell 299 et 330) ou même directement en blé (Spell 269). Le défunt est « cette gerbe de vie qui sort d'Osiris (…) qui fait vivre les hommes (…), qui fait prospérer les vivants, qui fortifie le corps des vivants. ».

### Traductions francophones
- John Baldock (trad. Antonia Leibovict), Le Livre des Morts Égyptiens, Paris, Guy Trédaniel, 2020 (ISBN 978-2-8132-2370-8)
- Paul Barguet, Le Livre des Morts des Anciens Égyptiens, Paris, Éditions du Cerf, 1967, 307 p. (ISBN 2-204-01354-4)
- Claude Carrier, Papyrus du Livre des morts de l'Égypte ancienne, Paris, Cybèle
  - vol. I : Le Papyrus de Nouou (BM EA 10477). Traduction/translittération + reproduction du fac-similé, 2010, 765 p.
  - vol. II : Le Papyrus d'Any (BM EA 10470). Traduction/translittération + reproduction du fac-similé, 2010, 311 p. Vers 1270 av. J.-C.
  - vol. III : Le Papyrus de Nebseny (BM EA 9900). Traduction/translittération + reproduction du fac-similé, 2011, 620 p. Les chap. 89-192 du Livre des morts.
- Claude Carrier, Le Livre des Morts de l'Égypte ancienne. Traduction et translittération, 2009, 879 p.

### Commentaires
- British Museum (trad. de l'anglais), Le Livre de l'Ancienne Égypte, Paris, Éditions du Félin, 1995, 252 p. (ISBN 2-86645-187-2)
- Jan Assmann (trad. de l'allemand), Mort et au-delà dans l'Égypte ancienne, Monaco, Éditions du Rocher, 2003, 685 p. (ISBN 2-268-04358-4)
- Collectif, Le Livre des Morts égyptiens ou Livre de sortir au jour, La revue Égypte, Afrique et Orient n° 43, octobre 2006, 64 p. (ISSN 1276-9223)
- Edmund Dondelinger (texte allemand) et Marcelle Rognon (traductrice), Le Livre sacré de l'Ancienne Égypte : Papyrus d'Ani, Paris, Philippe Lebaud Éditeur, 1991, 208 p. (ISBN 2-86594-031-4)
- Annie Gasse, Un papyrus et son scribe : le "Livre des morts", Vatican, Museo gregoriano egizio 48832, Paris, Éditions Cybèle, 2002, 134 p. (ISBN 2-9516758-4-4)
- Frédéric Servajean, Les formules des transformations du Livre des Morts à la lumière d'une théorie de la performativité : XVIIIe-XXe dynasties, Le Caire, IFAO, 2004, 118 p. (ISBN 2-7247-0339-1, ISSN 0259-3823)